# Świadkowie Jehowy w województwie śląskim
Świadkowie Jehowy w województwie śląskim – wspólnota religijna Świadków Jehowy w województwie śląskim. W wyniku Narodowego Spisu Powszechnego Ludności i Mieszkań 2011 określono liczbę osób na terenie województwa deklarujących swoją przynależność religijną do Świadków Jehowy na 41 084. Natomiast liczba głosicieli według opracowania GUS „Wyznania religijne w Polsce 2019–2021” w roku 2021 wynosiła 18 702. We wrześniu 2024 roku na terenie województwa znajdowały się miejsca zebrań 184 zborów (w tym 1 polskiego języka migowego, 1 angielskojęzycznego, 4 rosyjskojęzycznych, 3 ukraińskojęzycznych oraz grupy angielskojęzycznej, dwóch grup j. migowego, grupy ukraińskojęzycznej i dwóch grup rosyjskojęzycznych).

## Historia

### Początki

#### Lata 20. XX wieku
Historia Świadków Jehowy w województwie śląskim sięga początku XX wieku, kiedy działalność rozpoczęli tu niemieccy wyznawcy (na terenie należącym wtedy do Cesarstwa Niemieckiego), a we wschodniej i północnej części obecnego województwa także polscy.
- 1920:

Jedną z pierwszych rodzin, które zainteresowały się Biblią, byli Otrębscy z Ząbkowic Będzińskich/Ząbkowic dzisiaj dzielnicy Dąbrowy Górniczej. Wkrótce powstał zbór w Ząbkowicach Będzińskich, a także w okolicy Zawiercia, w Porębie. Grupy te od początku spotykały się ze sprzeciwem lokalnych władz. Działalnością kaznodziejską objęto teren od Częstochowy po Rudę Śląską oraz od Tarnowskich Gór po Miechów.
- 1921:

W lutym w zborze w Siemianowicach Śląskich (Laurahütte) wykłady biblijne wygłosił przedstawiciel niemieckiego biura, pielgrzym Max Cunow.
- 1923:

11 listopada w Teatrze „Nowości” w Częstochowie bezpłatny wykład biblijny wygłosił Jan Kusina z Krakowa.
- 1924:

Na dorocznej uroczystości Wieczerzy Pańskiej w Siemianowicach obecnych było – 35 osób, w Borach (obecnie dzielnica Jaworzna) – 34, a w Kozach 24 osoby. Konwencja z udziałem około 350 osób odbyła się w dniach 1–3 listopada w Domu Górnika w Jaworznie–Borach.
- 1925:

30 sierpnia do 1 września w Królewskiej Hucie (Chorzowie) zorganizowano kongres, na którym przemówienia wygłaszał m.in. Wacław Wnorowski i Ludwik Kuźma (oddelegowany ze Stanów Zjednoczonych do Polski). Najwyższa liczba obecnych wyniosła ponad 600 osób.
Zbory działały w Borach (Jaworzno) (18 członków), Byczynie (Jaworzno) (62), Kozach (37), Katowicach (32), Konarach (16), Lublińcu (4), Siemianowicach Śląskich (38), Szczakowej (Jaworzno) (10) i Ząbkowicach (Dąbrowa Górnicza) (12).
- 1926:

W kwietniu Stefan Milewski, Feliks Mucha i Bolesław Pastwiński wyruszyli z Łodzi w trzymiesięczną kampanię ewangelizacyjną i rozpoczęli regularną działalność kaznodziejską w okolicach Częstochowy, gdzie w 1929 roku powstał zbór, 7 lutego 1929 roku zgłoszony w tamtejszym starostwie, liczący 40 osób) oraz w okolicach Siewierza.
Jesienią niemieckojęzyczni pielgrzymi odwiedzali zbory na terenie należącym wtedy do Cesarstwa Niemieckiego, w Gliwicach (Gleiwitz), Zabrzu (Hindenburg), Mikulczycach (Mikultschütz) i Bytomiu (Beuthen).
- 1927:

W Rudzie Śląskiej (Ruda in Oberschlesien) było 21 wyznawców, a w zborze w Gliwicach – 55. Na uroczystość Pamiątki śmierci Jezusa Chrystusa w Katowicach przybyło 20 osób, a w zborze Gliwice-Zabrze-Bytom – 55. Działalność m.in. w Szopienicach i Siemianowicach prowadził niejaki Majewski przybyły ze Stanów Zjednoczonych.
- 1928:

Dwóch wyznawców rozpoczęło działalność na terenie obecnego powiatu cieszyńskiego, w okolicach Wisły
W wynajętych obiektach wyświetlano Fotodramę stworzenia (m.in. w sali „Tivoli” przy ul. Kościuszki w Katowicach).
- 1929:

W rejon Cieszyna przybył też Jan Gomola, który za pomocą gramofonu odtwarzał wykłady biblijne. Wkrótce przeniósł się do pobliskiego Ustronia-Polany, tam w jego domu odbywały się wykłady (na początku lat 30. XX wieku Raczek, Ludwik Kinicki). Pierwszym wyznawcą z okolic Wisły został Andrzej Raszka, następnie Jerzy i Andrzej Pilchowie, z którymi wiedzą biblijną dzielił się przybyły z Francji Andrzej Tyrna. Działalność kaznodziejską prowadzili w okolicach Wisły i Bielska oraz na Zaolziu.

#### Lata 30. XX wieku
- 1930:

Na początku lat 30. XX wieku zbory Świadków Jehowy (przyjęcie nowej nazwy w 1931 roku) działały również w Blachowni, w Blanowicach (obecnie dzielnica Zawiercia), Chorzowie, Częstochowie, Porębie, Sosnowcu, Myszkowie, Dąbrowie Górniczej, Niemcach (obecnie dzielnica Sosnowca), Zawierciu, Ząbkowicach i Strzemieszycach (obecnie dzielnice Dąbrowy Górniczej) i Zebrzydowicach. W Zabrzu wyświetlana była Fotodrama stworzenia, a zebrania odbywały się również w Sośnicy.
- 1931:

Wiosną z rejonu Piekar na zebrania przychodziło około 60 osób, a z zainteresowanymi bywało na nich czasami nawet 200. Działalność prowadzili również w Świętochłowicach. We wrześniu pielgrzym o nazwisku Rabe odwiedził zbory w Raciborzu, Gliwicach, Bytomiu i Zabrzu.
- 1932:

Powstała Sala Królestwa w Dąbrowie Górniczej (Ząbkowicach Będzińskich) przy ul. Klubowej. Od 15 do 16 maja w wynajętej sali przy ul. Jasnej w Sosnowcu odbyła się konwencja, na której zostali ochrzczeni pierwsi wyznawcy z centrum Dąbrowy Górniczej (Marian i Stanisława Kowal). W konwencji brały udział osoby z rejonu Katowic, Myszkowa, Dąbrowy Górniczej, Rudy Śląskiej i Częstochowy. W dniach 18 i 19 czerwca konwencja odbyła się także w Gliwicach (przy Pieler Str. 17). W roku 1932 i 1933 zbory w Bytomiu, Gliwicach, Raciborzu i Zabrzu odwiedził Robert Arthur Winkler.
- 1934:

14 stycznia w Bielsku odbył się chrzest. 3 i 4 lutego w Sosnowcu odbyła się kolejna konwencja dla zborów z południowo-zachodniej części kraju. Wzięło w niej udział około 150 osób. Przewodniczącym konwencji był Stefan Sołtyk z Sosnowca. Zbór w Ząbkowicach Będzińskich liczył 15 głosicieli, którymi byli m.in. Jan Pniak, Jan Szurman, Jan Skowron, Jan Sitko, Stanisław Sadok, Jan Wdowik, Antoni Kożuch, Hipolit Majewski, Wolański i Otrębscy.
Pojawili się pierwsi wyznawcy w innych miejscowościach, m.in. w Bielsku-Białej, Harbutowicach i Cieszynie. Regularną działalność kaznodziejską prowadzono nie tylko w okolicach Dąbrowy Górniczej, ale również w okolicach Łaz i Olkusza. W dniach od 3 lipca do 8 sierpnia zbór w Ząbkowicach odwiedził Ludwik Kinicki z Warszawy, który był redaktorem polskojęzycznej edycji „Złotego Wieku” (obecnie „Przebudźcie się!”).
- 1935:

W II. połowie lat 30. XX wieku grupy wyznawców zostały utworzone m.in. w Łazach, Błędowie, Ujejscu, Przeczycach, Turzej, Siewierzu, Sławniowie, Piaskach, Wygiełzowie i Skoczowie.
Władze francuskie zarządziły deportację górników polskiego pochodzenia, wskutek czego kilkunastu współwyznawców z Francji (m.in. Agnieszka Bargieła, Bartłomiej Pawlik, Jan Sadowski, Ludwik Zelgel, Majętniak, Muszyński), a potem również z Belgii powróciło do wschodniej części obecnego województwa. Ze Stanów Zjednoczonych powrócili m.in. Jan Pniak oraz Kiedra. W tym samym roku na terenie dzisiejszego województwa śląskiego działalność kaznodziejską prowadzili pionierzy. Jednym z nich był Franciszek Zieliński, który działał m.in. w Dąbrowie Górniczej, gdzie powstał zbór. Zebrania w centrum tego miasta odbywały w domu Mariana Korala. W Rybniku spotkania odbywały się w dzielnicy Meksyk.
- 1936:

Zebrania zboru w Częstochowie odbywały się w lokalu przy ul. Narutowicza 67/69 (obecna ul. Krakowska). Pod tym adresem mieściła się też filia administracji czasopisma „Złoty Wiek”.
- 1937:

W Rudzie Śląskiej było 30 głosicieli, działała również grupa w Radlinie.
- 1939:

W Wiśle było już 140 głosicieli (około 12% ogółu świadków Jehowy w ówczesnej Polsce).

### Prześladowania w okresie II wojny światowej

#### Uwięzieni w Auschwitz-Birkenau i jego podobozach

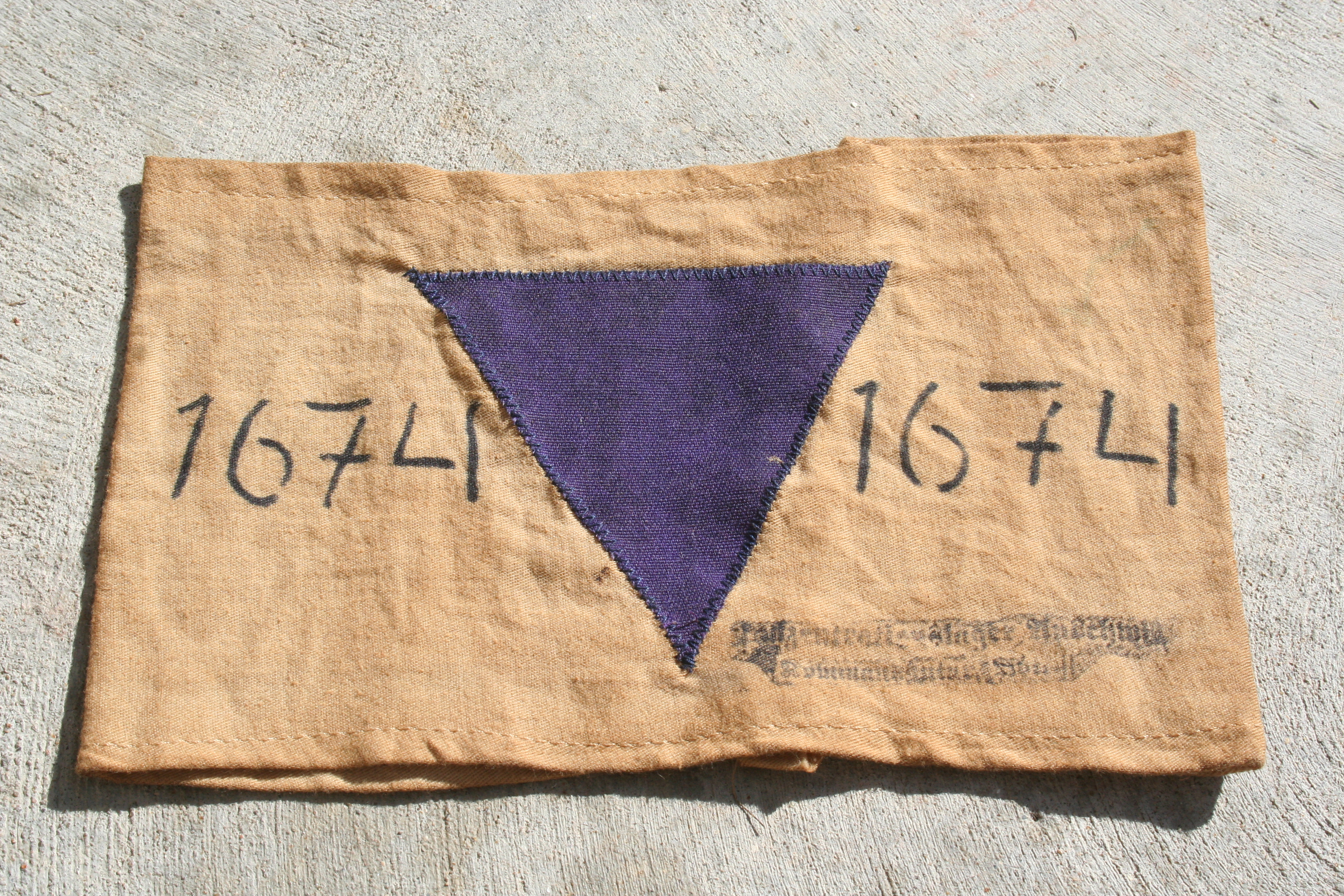
W czasie II wojny światowej wielu wyznawców zostało osadzonych w obozach koncentracyjnych i nosiło znak – fioletowy trójkąt

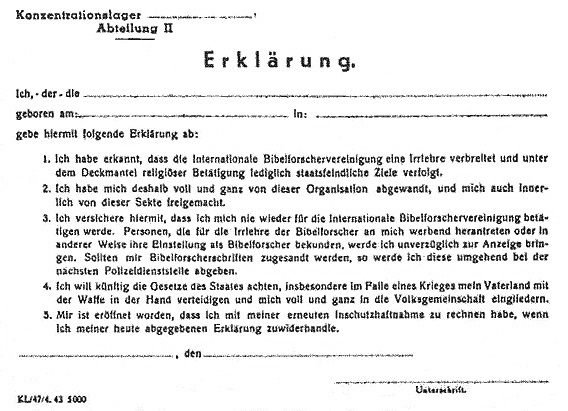
Hitlerowskie oświadczenie o wyrzeczeniu się wiary, którego podpisania odmawiali świadkowie Jehowy

W czasie II wojny światowej wielu wyznawców znalazło się wśród pierwszych osadzonych w Auschwitz-Birkenau w roku 1940. W pierwszych transportach do tego obozu przewieziono świadków Jehowy aresztowanych na terenie rejencji katowickiej oraz z więzienia w Sosnowcu. Wielu świadków Jehowy zostało aresztowanych w czasie domowych rewizji oraz łapanek. Wśród nich znajdowali się Stanisław Ociepka z Myszkowa, Józef Duda ze Strzemieszyc i Mikołaj Płoszaj z Sosnowca, którzy zginęli bez śladu. W 1940 roku z terenu obecnego województwa zostali osadzeni m.in.: Jan Pniak (nr 1263; 26 czerwca przywieziony z więzienia w Sosnowcu), Paul Bieloch (nr 3764; 7 września; zginął 2 grudnia 1941), Konrad Wróbel (nr 3761; 7 września), Wincenty Mostaż (nr 5971; 10 października), Feliks Oremek (nr 5664; 20 października). 26 maja 1941 roku w Auschwitz osadzono kolejną grupę świadków Jehowy z tego terenu, byli wśród nich m.in.:, Józef (nr 16505) i Stefan (nr 16509) Guzikowie z Błędowa; z Grabowej: Jan Bachowski (nr 16506; zginął 29 stycznia 1942), Władysław (nr 16510) i Grzegorz (nr 16536) Guzikowie, Aleksander (nr 16529; zginął 20 grudnia 1941) i Władysław (nr 16522; zginął 24 grudnia 1941) Przyłuccy. W tym roku został osadzony: Henryk Sobik (nr 20049; 14 sierpnia; zginął 22 listopada 1941) z Rybnika, Stanisław Kubasik (nr 20260; 26 sierpnia; zginął 29 kwietnia 1942), Mieczysław Mstowski (nr 20261; 26 sierpnia; zginął 22 czerwca 1942) i Stanisław Nowak (nr 20263; 26 sierpnia; zginął 14 marca 1942) (wszyscy trzej pochodzili z Niegowonic), Alfons Urban (nr 24862; 18 grudnia 1941) z Rudy Śląskiej. W roku 1942 do Auschwitz zostali przywiezieni m.in.: Konrad Grabowy (nr 32588; 24 kwietnia; zginął 23 czerwca 1942) z Bytomia, Jan Otrębski z Ząbkowic (nr 63609; 25 września), Otylia Weber z Błeszna (współcześnie dzielnica Częstochowy) (nr 18962; 4 września); w 1943 roku m.in.: Aniela Kaczmarczyk (nr 31616; 27 stycznia; zginęła 22 marca 1944) z Łośnia, Erich Gorecki (nr 107545; 12 marca), Leopold Ryś z Piekar Śląskich (nr 107544; 12 marca), Ludwik Kutschera (nr 165345; 3 grudnia), a w roku 1944 m.in. Karol Ceglarek (nr 179573; 4 kwietnia).
Wiosną 1942 roku naziści aresztowali 17 świadków Jehowy z Wisły i Ustronia. Najczęściej powodem ich aresztowania była odmowa pracy w organizacji Todta bądź służby w Wehrmachcie. Na szczególną uwagę zasługują deportowani do Auschwitz-Birkenau członkowie rodzin Pilchów (21 osób), Poloków, Szalbotów i Wantoloków. W ciągu trzech miesięcy pobytu w obozie 15 z nich zmarło.
Heinrich Himmler osobiście nakłaniał wyznawców w 1941 roku do podpisania oświadczenia o wyrzeczeniu się wiary, jednak nikt tego nie uczynił. M. Kaleciński, który został aresztowany wraz z kilkoma innymi współwyznawcami na początku wojny w Bukownie za odmowę pracy na rzecz Trzeciej Rzeszy, wspomina: „Niemcy zamierzali wcielić nas do straży ogniowej, która wówczas była służbą paramilitarną. Kazali podpisać oświadczenie, że nie jesteśmy Żydami i że będziemy sumiennie wykonywali wszelkie zadania na rzecz hitlerowskiego państwa. Nie mogliśmy na to przystać, zgodnie bowiem z regułami naszej wiary, nie możemy być żołnierzami ani pracować na rzecz wojska.”
Za karę Mieczysław Kaleciński (nr 130973) wraz z Bolesławem Cebą (nr 130394) trafili do obozu przejściowego w Mysłowicach. Tam próbowano wcielić ich do grupy zajmującej się łapaniem zbiegłych więźniów. Odmówili, choć sam landrat straszył ich, że „pójdą do nieba przez komin”. Czekał ich wieloletni koszmarny szlak: Jaworzno II, Birkenau, w końcu obóz śmierci w Mauthausen-Gusen. Tam próbowano zatrudnić ich w fabryce uzbrojenia. Odmówili. „Gestapowcy bili nas dwójkami, jakby zabawiali się w jakąś potworną grę. W ruch szły pięści, pałki i obcasy. To cud, że niektórzy z nas przeżyli” – wspomina Cebo. Natomiast Jan Otrębski (nr 63609) z Ząbkowic Będzińskich został aresztowany i przewieziony do więzienia w Sosnowcu, gdzie w ciemnicy był przez 4 dni brutalnie, ale bezskutecznie nakłaniany do podpisania zobowiązania o wyrzeczeniu się swej wiary. Potem został przewieziony do więzienia w Mysłowicach, a później do Auschwitz-Birkenau, gdzie odmówił grania w orkiestrze obozowej. Aresztowano również współwyznawców z Ustronia, Cieszyna i okolic (m.in. rodzinę Cienciałów). Więźniowie pracowali na terenie Oświęcimia i jego okolic, a także w Jaworznie przy budowie elektrowni Wilhelm, gdzie kilku więźniów zostało świadkami Jehowy. W 1943 roku niektórzy przebywający w obozie świadkowie Jehowy zostali przetransportowani do innych obozów koncentracyjnych. W 1944 roku inni zostali ewakuowani do Blachowni Śląskiej.

#### Uwięzieni w innych obozach
W czerwcu 1943 roku w Wiśle doszło do kolejnych aresztowań. Ogółem represjom podano 83 świadków Jehowy z Wisły, zainteresowanych i ich dzieci.
Do obozów koncentracyjnych i do pracy przymusowej w kopalniach czy też kamieniołomach na terenie Polski, Niemiec i Czech, zesłano łącznie 53 dorosłych wyznawców z Wisły. Z tej liczby aż 38 straciło życie. Wśród represjonowanych byli też wyznawcy z Goleszowa, Lesznej Górnej, Harbutowic i Ustronia. Inni wyznawcy byli początkowo przetrzymywani w więzieniach, a potem wysyłani do obozów koncentracyjnych. W Sosnowcu przetrzymywano co najmniej 19 świadków Jehowy, kilkudziesięciu w Cieszynie, kilkunastu w Będzinie, Bytomiu, Gliwicach, Grabowej, Istebnej, Katowicach, Kiczycach, Mysłowicach, Niegowonicach i Zawierciu. Niektóre dzieci świadków Jehowy (m.in. z Wisły i Strzemieszyc Małych) wywieziono do obozów przejściowych na terenie Czech. Inne umieszczono w obozie poprawczym w Grodkowie, oraz w klasztorze katolickim w Czarnowąsach pod Opolem.
15 lipca 1943 roku 10 dzieci świadków Jehowy z okolic Wisły (w wieku od 8 do 14 lat, w tym trzy dziewczynki i siedmiu chłopców), których rodzice odmówili podpisania Volkslisty (niemieckiej listy narodowościowej), odebrano rodzicom najpierw dokonano ich selekcji w Auschwitz i umieszczono w Kinder-KL Litzmannstadt (obozie dla nieletnich w Łodzi). W roku 1945 wszystkie wyczerpane powróciły do domu.
W Sławniowie pięcioosobowa rodzina została rozstrzelana z powodu przynależności do Świadków Jehowy.
W innych obozach koncentracyjnych na terenie III Rzeszy przebywali też świadkowie Jehowy z Niegowonic, Sosnowca, Blachowni, Częstochowy, Czarnego Lasu, Zabrza, z Gliwic i okolic Zawiercia (m.in. za odmowę kopania okopów z przyczyn religijnych).

#### Działalność poza obozami
Późną jesienią roku 1940 w miejscowości Wojkowice-Komorne zmarł człowiek zainteresowany tym wyznaniem, który życzył sobie, żeby go pochowali Świadkowie Jehowy. Pewien wyznawca przygotował się do wypowiedzenia kilku słów pociechy w domu żałoby. Gdy na cmentarzu zebrało się wiele osób, wygłosił ponad godzinne przemówienia na temat biblijnej nadziei dla umarłych. Od tego czasu świadkowie Jehowy w różnych częściach kraju starali się urządzać pogrzeby w niedziele, żeby jak najwięcej osób mogło usłyszeć takie przemówienia. W ciągu następnych sześciu miesięcy liczba głosicieli w Wiśle wzrosła dwukrotnie.
W czasie II wojny w ścisłej konspiracji odbywały się zebrania, na których czasami odbywał się chrzest nowych wyznawców; np. 10 grudnia 1940 roku w Bytomiu-Bobrku, 15 maja 1940 roku w Ząbkowicach Będzińskich. W roku 1942 powstała grupa w Jaworznie.

### Okres powojenny
- 1945:

Po zakończeniu II wojny światowej w samej Wiśle działały już 3 zbory.
- 1946:

W styczniu w powiecie zawierciańskim było 23 świadków Jehowy, na terenie powiatu gliwickiego – 100 i podobnie na terenie powiatu lublinieckiego. W Katowicach ok. 50 głosicieli korzystało z Sali Królestwa przy ul. Paderewskiego 6, podobnie w Będzinie przy ul. Kołłątaja 37 i w Gliwicach. W połowie roku w Załężu powstała grupa Świadków Jehowy, do której przyłączyło się kilkanaście osób.
22 września na konwencji pod hasłem „Weselące się narody” w  (nieistniejącej już) Hali Targowej przy ul. Kościuszki w Katowicach. Obecnych było od 5320 do 5600 osób, w tym delegacje z całego kraju.
Pierwsi głosiciele na terenie obecnego powiatu myszkowskiego (m.in. Rajczykowie w miejscowości Choroń) i lublinieckiego pojawili się w grudniu. Konwencje odbyły się także w Częstochowie i Zawierciu. W październiku cztery pionierki podjęły działalność kaznodziejską w Bielsku, w którym świadkami Jehowy była tylko jedna rodzina. Wkrótce wszyscy zostali aresztowani i pobici przez funkcjonariuszy UB. Zebrania organizowano w wynajmowanej sali na rynku. Współwyznawcy z Drogomyśla wygłaszali w niej wykłady biblijne. Po dziesięciu miesiącach od przyjazdu pionierek w Bielsku powstał zbór, a one zostały skierowane do Mikołowa, później do Katowic, Hajduk, Dziedzic i Komorowic. Zebrania organizowano również w Domu Kultury w Zabrzu.
- 1947:

9 marca w kinie w Myszkowie odbyło się zebranie z odczytem, na który przybyło 1000 osób. Wcześniej zorganizowano specjalną jednodniową kampanię zapraszania, w której brało udział ponad 400 głosicieli. 11 maja w Blachowni odbyło się zgromadzenie pod hasłem „Chwalcie Jehowę wszystkie narody”, wzięło w nim udział ponad 1000 osób. W grudniu na terenie województwa śląsko-dąbrowskiego działało 48 zborów.
- 1948:

W Popielowie i Radziejowie (obecnie dzielnice Rybnika) działała kilkuosobowa grupa głosicieli. 26 maja w Bielsku odbyła się konwencja Świadków Jehowy. 21 listopada w Borowiance w czasie prowadzenia działalności kaznodziejskiej został zabity Józef Sieja.
- 1949:

Zbór w Będzinie miał swoją Salę Królestwa przy ul. Kołłątaja 37, w Drogomyślu działało 30 głosicieli, 25 w Ornontowicach, podobnie w Makoszowach, Mysłowicach, Tychach, Rybniku, Knurowie, Dąbrowie Górniczej, Pszczynie, Raciborzu i Zagórzu k. Myszkowa.

### Prześladowania

#### Przed delegalizacją działalności
Co najmniej od 1946 roku KW MO w Katowicach i Urząd Bezpieczeństwa prowadzili sprawy operacyjne m.in. o kryptonimach: „Jehowa, „Wybrańcy” (1948–1966; Antoni Koral i inni członkowie zborów na terenie powiatu będzińskiego); „Cień” (1948–1968; Tomasz Dębicki); oraz sprawy operacyjne m.in. przeciwko takim osobom jak: Jan Opiela (1945–1953; dotycząca działalności zborów w Bytomiu i Chorzowie); Marian Bubel (dotycząca działalności zboru w Grabowni; 1949–1951); Wiesław Paździor (dotycząca działalności zboru w Sosnowcu; 1949–1955); Stanisław Iskierka (dotycząca działalności zboru w Łazach; 1949–1996).

#### Delegalizacja działalności i prześladowania
- 1950:

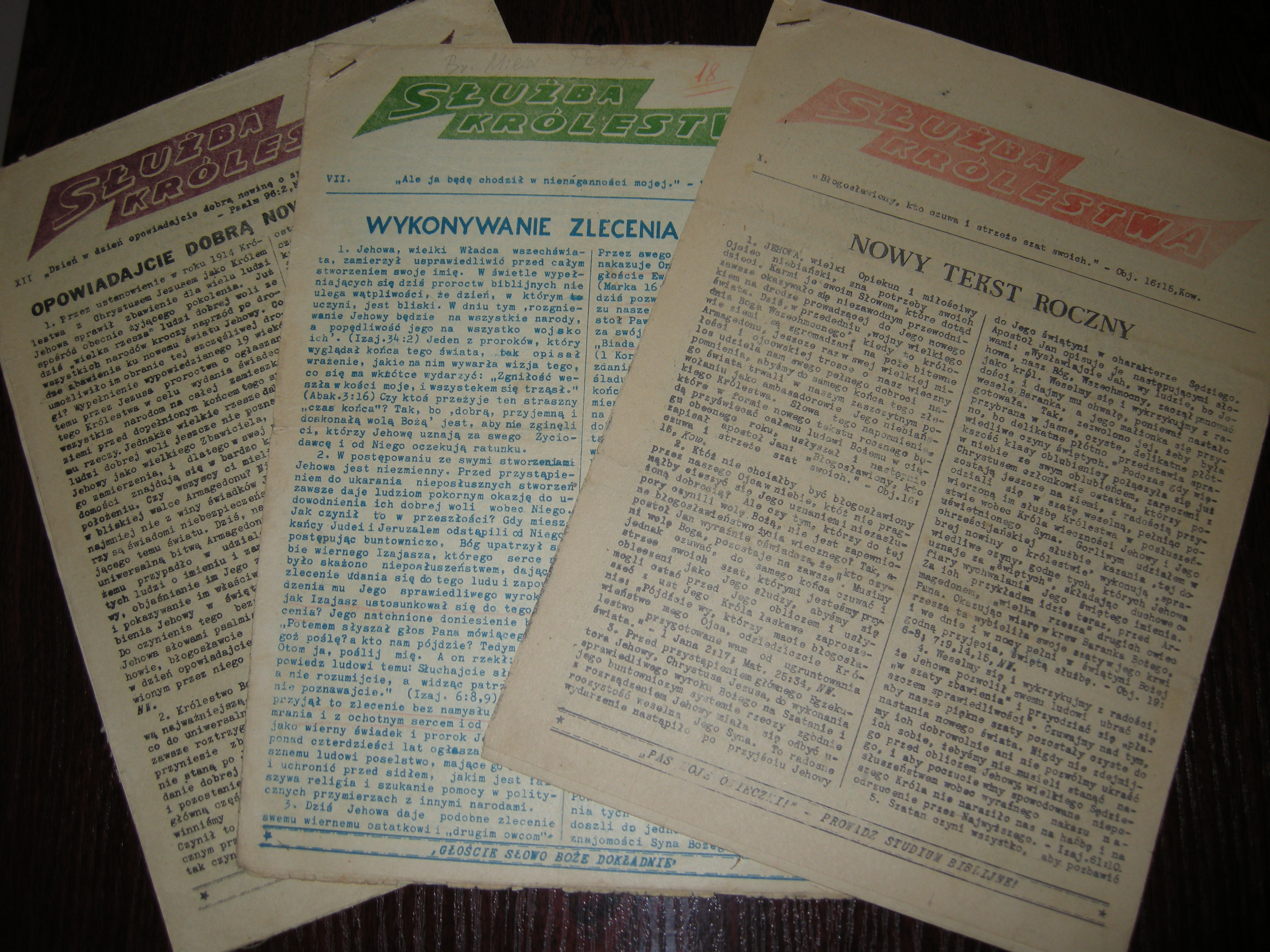
Publikacje Świadków Jehowy („Nasza Służba Królestwa” z lat 50. XX w.), drukowano potajemnie w okresie zakazu działalności również na terenie województwa śląskiego

Według szacunków Wojewódzkiego Urzędu Bezpieczeństwa wiosną na terenie województwa działały 104 grupy. Ustalił też informacje o 2810 głosicielach mieszkających w województwie katowickim i oszacowano liczbę głosicieli oraz osób zainteresowanych na około 9900. W czerwcu 1950 roku według kolejnych szacunków WUB działały 92 grupy i co najmniej 6000 głosicieli.
Pewną liczbę wyznawców wtrącono do więzienia w Zawierciu za niepodpisanie politycznego sztokholmskiego apelu pokoju. „Najpierw znalazł się tam Władysław Drabek z Poręby. Zamknięto go w ciemnej piwnicy wypełnionej wodą po kolana. W kącie leżał stos drewna, na którym można było trochę posiedzieć z podkurczonymi nogami. Po dwóch dniach cela zapełniła się innymi braćmi, którzy również nie podpisali apelu. Od czasu do czasu strażnicy podawali kubły, żeby aresztowani mogli załatwić swoje potrzeby. Kto nie zdążył na czas, drugi raz już kubła nie dostał. Nic więc dziwnego, że po kilku dniach woda obrzydliwie cuchnęła” – Rocznik Świadków Jehowy 1994, s. 225.
Aresztowania dotknęły też świadków Jehowy w innych powiatach (m.in. cieszyńskim, będzińskim, gliwickim i w regionie katowickim).
W nocy z 21 na 22 czerwca ogólnokrajowa fala aresztowań objęła większość głosicieli.
Od 2 lipca po delegalizacji, działalność prowadzona była konspiracyjnie.
W województwie katowickim, poza główną akcją aresztowań z czerwca, 5 lipca przeprowadzono następną, podczas której aresztowano kolejnych. Według niepełnych danych na dzień 8 lipca liczba aresztowanych w województwie wynosiła 39 osób.
2 sierpnia w Cieszynie funkcjonariusz UB zastrzelił aresztowanego Józefa Szlaura z Cisownicy, który odmówił podania nazwisk mających łączność ze zborem. 10 sierpnia w Rybniku został aresztowany Józef Moses. Dwa dni później poinformowano żonę, że został stracony jako szpieg. Prośby o obejrzenie ciała i otwarcie trumny w czasie pogrzebu zostały odrzucone.
Do 5 sierpnia liczba aresztowanych wzrosła do 225 osób, 139 osób zostało zwolnionych, a 76 pozostawało w areszcie. Na koniec roku spośród około 250 aresztowanych, 74 zostało skazanych na bezwzględne kary pozbawienie wolności.
Szczególnie od tego roku świadkowie Jehowy za działalność religijną oraz za odmowę służby wojskowej byli skazywani na kary więzienia.
Rozpoczęto drukowanie ich publikacji w warunkach konspiracyjnych. Odbywało się ono w ukrytych ośrodkach drukarskich na terenie województwa (m.in. w okolicach Wisły, Bielska-Białej, Zawiercia, Myszkowa, Jaworzna).
Powstały kolejne grupy wyznawców w okolicach Zawiercia, Pilicy, Łaz. Na przykład w okolicach Złożeńca, w działalności kaznodziejskiej i w prowadzeniu zebrań religijnych pomagali współwyznawcy z Bydlina. Powstawały nowe zbory, głównie w rozrastających się dużych miastach przemysłowych: Katowicach, Chorzowie, Gliwicach, Zabrzu, Bytomiu, Jastrzębiu-Zdroju, Rybniku, Częstochowie, Jaworznie, Mysłowicach, Sosnowcu, Dąbrowie Górniczej, Będzinie, Rudzie Śląskiej, Żorach, Tychach, Mikołowie, Tarnowskich Górach i innych.
Świadkowie Jehowy za prowadzenie działalności religijnej byli osadzani również w Centralnym Obozie Pracy w Jaworznie.
Rozpoczęto sprawy operacyjne m.in. przeciwko takim osobom jak: Michał Krzok (dotycząca działalności na terenie Istebnej; 1950–1959); Karol Pinkas (dotycząca działalności zboru w Skoczowie; 1950–1959); Lucjan Kuciński (dotycząca działalności zboru w Będzinie; 1950–1952); Antoni Kozłowski (dotycząca działalności zboru w Bytomiu (1950–1980)); działalności zboru w Gliwicach (1950-1962; Antoni Przybylski i Karol Szreter; 1957–1966).
- 1951:

Rozpoczęto sprawy operacyjne m.in. przeciwko takim osobom jak: Aleksander Ponichter (dotycząca działalności zboru w Sosnowcu (1951–1954)); Bronisław Sowiński (dotycząca działalności zboru w Aleksandria w gminie Konopiska; 1951–1962); Maria Lasota (dotycząca przechowywania wydawnictw bezdebitowych i ulotek o charakterze religijnym na terenie miejscowości Kisielów; 1951–1962); Rudolf Pilch z Wisły; Czesław Łężny (dotycząca działalności zboru w Zebrzydowicach; 1955–1962). Rozpoczęto sprawę o kryptonimie „B-2” (1951–1959; Ryszard Bednarczyk; dotycząca działalności na terenie Czeladzi).
- 1952:

Rozpoczęto m.in. sprawę operacyjną o kryptonimie „Sekta” (1952–1953; Tomasz Gajosa i świadkowie Jehowy zatrudnieni w KWK „Kazimierz-Juliusz” w Sosnowcu).
- 1953:

Rozpoczęto sprawy operacyjne m.in. o kryptonimach: „Podhalanka” (1953-1957; Jan Wiercigroch; dotycząca działalności na terenie powiatu żywieckiego); „Krawiec”, „Babilon”, „Krety” (1953–1986; Wiktor Fidura; dotycząca zboru w Katowicach); „Poszukiwani” (1953–1986; Stefania Schwarcenberg-Czerny; dotycząca zboru w Katowicach). 11 lutego została aresztowana Józefa Blacha, która prowadziła działalność w zborach w Mysłowicach, Brzezince (obecnie dzielnica Mysłowic) i Będzinie. 12 czerwca wyrokiem Specjalnej Komisji do Walki z Nadużyciami i Szkodnictwem Gospodarczym w Warszawie na sesji w Katowicach została skazana na karę 2 lat obozu pracy za rozpowszechnianie literatury o treściach religijnych. Komisja Specjalna do Walki z Nadużyciami i Szkodnictwem Gospodarczym w Warszawie prowadziła sprawę „Agitacja za wstępowaniem do związku świadków Jehowy przez przewodniczącego tegoż związku - kancelistę PKP w Myszkowie pow. zawierciański”.
- 1955:

Rozpoczęto sprawy operacyjne m.in. przeciwko takim osobom jak: Ireneusz Poop (dotycząca działalności na terenie Jaworzna; 1955–1961); Bolesław Żak i Antoni Żak (prowadzącym działalność na terenie miasta Jaworzna „oraz przechowywania w celu rozpowszechniania nielegalnych wydawnictw związkowych”; 1955–1956).
- 1956:

Rozpoczęto sprawy operacyjne o kryptonimach: „Sługa” (1956–1977; Stanisław Jakubowski; dotycząca zboru i obwodu Wisła); „Pionier” (1956-1965; Józef Mazgaj; dotycząca działalności w Ślemieniu).
- 1957:

Rozpoczęto sprawę operacyjną m.in. o kryptonimie „Sługa” (1957–1966; Jan Wiercigroch; dotycząca działalności w Rajczy).
27 lipca Świadkowie Jehowy zorganizowali zgromadzenie w lesie koło rybnickiego Wielopola, według lokalnych władz brało w nim udział kilkaset osób z powiatu rybnickiego. Dwóch organizatorów tego spotkania, zostało ukaranych grzywną w kwocie po 1500 zł. Podobne zgromadzenie odbyło się w lesie koło Wodzisławia Śląskiego.
- 1959:

Rozpoczęto sprawy operacyjne m.in. przeciwko takim osobom jak: Zdzisław Milanowski (dotycząca działalności zboru w Lędzinach; 1959–1960). Rozpoczęto sprawy operacyjne m.in. o kryptonimach: „Prince” (1959–1976); Wiesław Masłoń; dotycząca „druku i kolportażu wydawnictw bezdebitowych o charakterze religijnym na terenie województwa katowickiego”; „Gospodarz” (1959–1976; Józef Wieczorek); „Maszynistka” (1959–1978; Ewa Skrzypiec; „zatrudniona w Biurze Projektów Przemysłu Syntezy Chemicznej w Gliwicach, podejrzana o kolportaż wydawnictw bezdebitowych o charakterze religijnym”).
- 1960:

Rozpoczęto sprawy dotyczące m.in. przeciwko takim osobom jak: Józef Smodij (1960; dotycząca działalności w Radzionkowie), Zuzanna Szalbot (dotycząca działalności zboru w Wiśle; 1960); Karol Cieślar (dotycząca działalności zboru w Wiśle; 1960)); Stefania Janosz (dotycząca działalności zboru w Lędzinach; 1960–1962); Jan Pala (1960-1996), dotycząca „nielegalnego drukowania ulotek o treści religijnej w Myszkowie”); Gerard Ochlak (1960–1972; dotycząca działalności na terenie Rudy Śląskiej); Franciszek Nocoń (1960-1962; dotycząca udostępnianie „literatury religijnej podczas pracy na kopalni KWK „Ziemowit” w Lędzinach w 1960 r.”) oraz sprawę operacyjną o kryptonimie „Farba”, dotycząca nielegalnej drukarni w Jaworznie (Borach) (1960; Roman Tracz).
- 1961:

30 marca, w dniu uroczystości Pamiątki śmierci Jezusa Chrystusa, dokonano akcję rewizji w mieszkaniach świadków Jehowy m.in. w Gliwicach-Sośnicy, niektórzy z zatrzymanych zostali uwięzieni.
- 1962:

Sąd Wojewódzki we Wrocławiu skazał Martina Reinholda członka zboru w Świętochłowicach na 2 lata więzienia „za druk i kolportaż literatury bezdebitowej o charakterze religijnym”. Rozpoczęto sprawy operacyjne m.in. o kryptonimie „Pionier” (1962–1975; Alfred Kaliściak); „Poszukiwani” (1962–1981); oraz sprawy m.in. przeciwko takim osobom jak: Stefania Schwarcenberg-Czerny, dotycząca zboru w Katowicach.
- 1963:

Rozpoczęto sprawy dotyczące działalności m.in. w Myszkowie i Zawierciu („Melina” 1963–1970; Krystyna Fajt; Siewierzu (przeciwko Zofii Dębowiec, dotycząca działania nielegalnej drukarni w Sulikowie w 1963 roku); Drogomyślu, Mysłowicach, Gliwicach, Lublińcu Bobrownikach, Mikołowie, Porębie, Pyskowicach, Rudzie Śląskiej, Świętochłowicach, Tychach, Chorzowie, Cieszynie, Częstochowie, Bielsku-Białej, Będzinie i Katowicach oraz sprawy operacyjne przeciwko: Antoniemu Polusowi (1963-1975); Marian Zębik (1963-1975).
- 1964:

Rozpoczęto sprawy operacyjne m.in. o kryptonimach: „Awanturnicy”, „Limar” (1964-1989; Rozalia Woźnica i inni; dotycząca „utrzymywania kontaktów z obywatelami RFN i podejrzanych o rozpowszechnianie wydawnictw bezdebitowych o charakterze religijnym na terenie Tarnowskich Gór”. 20 lutego Sąd Powiatowy w Zawierciu skazał kobietę na karę 8 miesięcy pozbawienia wolności, którą oskarżono o udzielenie w swym budynku pomieszczenia, które było wykorzystywane do drukowania publikacji. Rozpoczęto sprawę operacyjną o kryptonimie „Osadnik” (1964–1969; Stanisław Chopkowicz).
- 1965:

Rozpoczęto sprawę operacyjną o kryptonimie „Strzecha” (1965–1971; Beniamin Kozłowski z Bytomia oraz dotyczącą działalności w Katowicach.
Najpierw na Śląsku Cieszyńskim rozpoczęto – jako pierwsze w Polsce – organizowanie regularnych tzw. konwencji leśnych. Przy tych wydarzeniach organizowano również chrzty nowych wyznawców (m.in. 22.07.1974 roku w Pogorii IV).
Od tego czasu głosiciele głównie w lecie prowadzą grupową wyjazdową działalność kaznodziejską na terenach, gdzie jest mniej wyznawców (wcześniejsze nazwy: obozy pionierskie, ośrodki pionierskie, grupy pionierskie).
- 1966:

Rozpoczęto sprawę operacyjną o kryptonimie  „A-8” (1966–1976; Krystyna Marzec).
- 1968:

Rozpoczęto sprawę operacyjną o kryptonimie
„Drukarz” (1968–1970; Stanisław Boguń; dotycząca nielegalnej drukarni w Strzemieszycach Wielkich (obecnie dzielnica Dąbrowy Górniczej)).
- 1970:

Rozpoczęto sprawę operacyjna m.in. przeciwko takim osobom jak: Mieczysław Mazur, w związku z działającą w latach 1970–1980 nielegalną drukarnią w Żarkach.
- 1972:

Rozpoczęto sprawy operacyjne m.in. przeciwko takim osobom jak: Ignacy Krawczyk (1972–1974); Jan Serafin (1972–1975); Antoni Wójcik; 1972–1975)). Prowadzono także sprawy o kryptonimach: „A-7” (1972–1976; Marian Makary); „Uciekinier” (1972; Andrzej Zwoliński).
- 1973:

Rozpoczęto sprawę operacyjną m.in. przeciwko takim osobom jak: Mirosław Kowalik ze zboru w Sosnowcu (1973–1981).
- 1975:

Rozpoczęto sprawę operacyjną o kryptonimie „Antena” (1975; Zbigniew Wójcik; dotycząca posiadania nielegalnej drukarni we własnych zabudowaniach). 29 października Sąd Rejonowy w Mysłowicach za prowadzenie działalności religijnej skazał czterech świadków Jehowy na kary od jednego roku do dwóch i pół roku więzienia (Kp.114/75).
- 1976:

Rozpoczęto sprawę operacyjną m.in. przeciwko takim osobom jak: Władysław Kornalski z Jaworzna (Byczyny) (1976–1981).

### Czas „odwilży”
- 1977:

Pod koniec roku przedstawiciele Ciała Kierowniczego Świadków Jehowy oficjalnie spotkali się z niektórymi wyznawcami na terenie obecnego województwa śląskiego.
- 1978:

Latem kilku świadkom Jehowy udało się wyjechać na kongres pod hasłem „Zwycięska wiara” do Kopenhagi w Danii oraz do Lille we Francji. Natomiast na terenie województwa jednodniowe konwencje zorganizowano w kilku miejscach leśnych.
- 1979:

Rozpoczęto sprawę operacyjną o kryptonimie „Świadek” (1979; Włodzimierz Kowalski ze zboru w Sosnowcu, dotycząca, „że podczas jednego z sympozjów odbywającego się w ramach XII Powszechnego Zjazdu Historyków Polskich, zorganizowanego we wrześniu 1979 r. w Katowicach, miał stwierdzić, że „państwo socjalistyczne nie zapewnia wolności mniejszościom narodowym”, stawiając za wzór swobód obywatelskich Stany Zjednoczone oraz był podejrzany o prowadzenie agitacji religijnej w środowisku akademickim m.in. w czasie trwania zjazdu”).
- 1980–1988:

W roku 1980 („Miłość Boża”) i w 1981 roku („Lojalność wobec Królestwa”) świadkom Jehowy udało się wyjechać na kongresy do Wiednia.
Od roku 1982 rozpoczęto ponownie wynajmować hale sportowe (1982: Hala Widowiskowo-Sportowa w Zabrzu; 4400 obecnych; Hala Widowiskowo-Sportowa w Radlinie (Biertułtowy)), a w następnych latach również stadiony na zgromadzenia (m.in. stadiony w Chorzowie, Katowicach, Jastrzębiu-Zdroju, Zabrzu, Sosnowcu, Częstochowie i Tychach i hale sportowe m.in. w Zawierciu, Zabrzu, Tychach, Częstochowie, Katowicach, Jaworznie, Jastrzębiu-Zdroju, Bielsku-Białej).
Pod koniec lat 80. XX w. rozpoczęto wynajmować sale, w których odbywały się zebrania zborowe (np. w Sławkowie odbywały się w MDK).
W latach 1983–1987 Wojewódzki Urząd Spraw Wewnętrznych w Bielsku-Białej prowadził sprawy operacyjne m.in. przeciwko takim osobom jak: Romuald Rybica (dotycząca działalności zboru w Skoczowie)); a w latach 1984–1987 sprawę o kryptonimie „Koneser”, Edward Szwedko, która dotyczyła „usiłowania zorganizowania przemytu nielegalnej literatury religijnej w językach gruzińskim, ukraińskim i łotewskim na teren ZSRR”.

### Rozwój działalności

#### Kongresy
- 1982

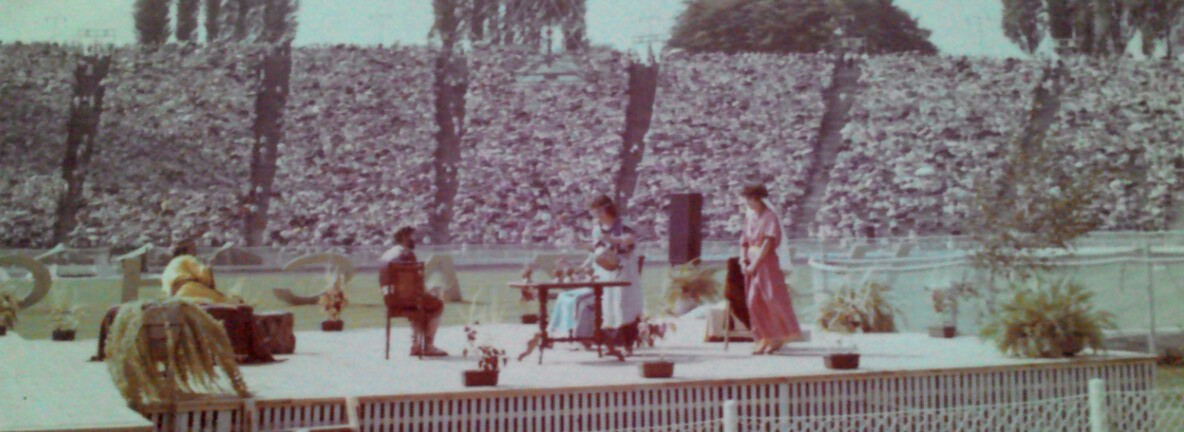
Kongres międzynarodowy pod hasłem „Lud zachowujący prawość” w Chorzowie, 1985

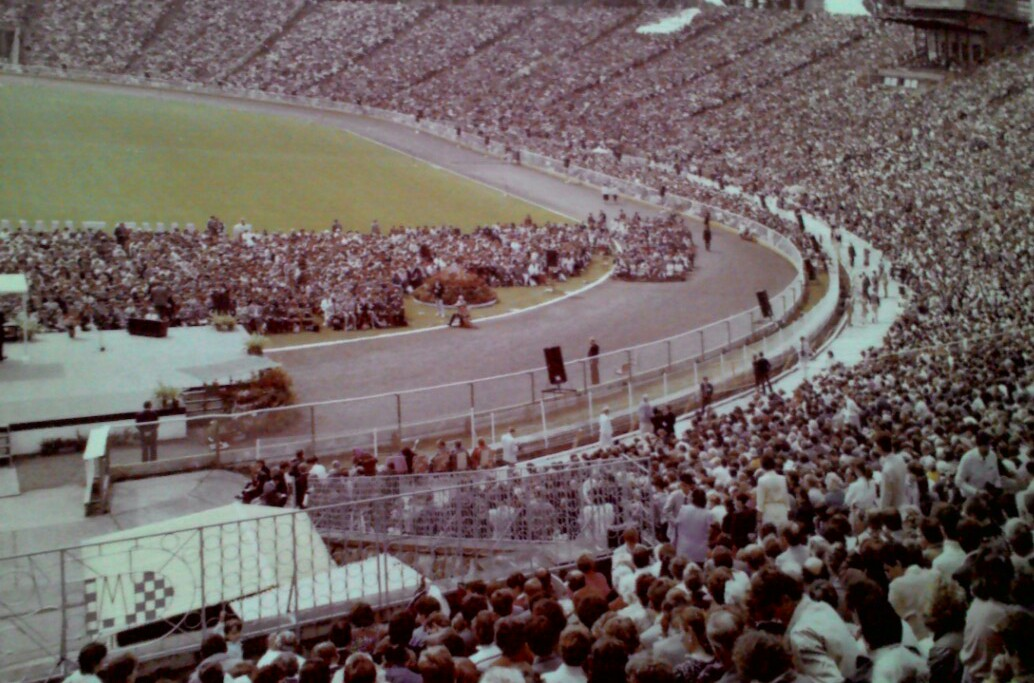
Kongres międzynarodowy pod hasłem „Prawdziwa pobożność” w Chorzowie, 1989

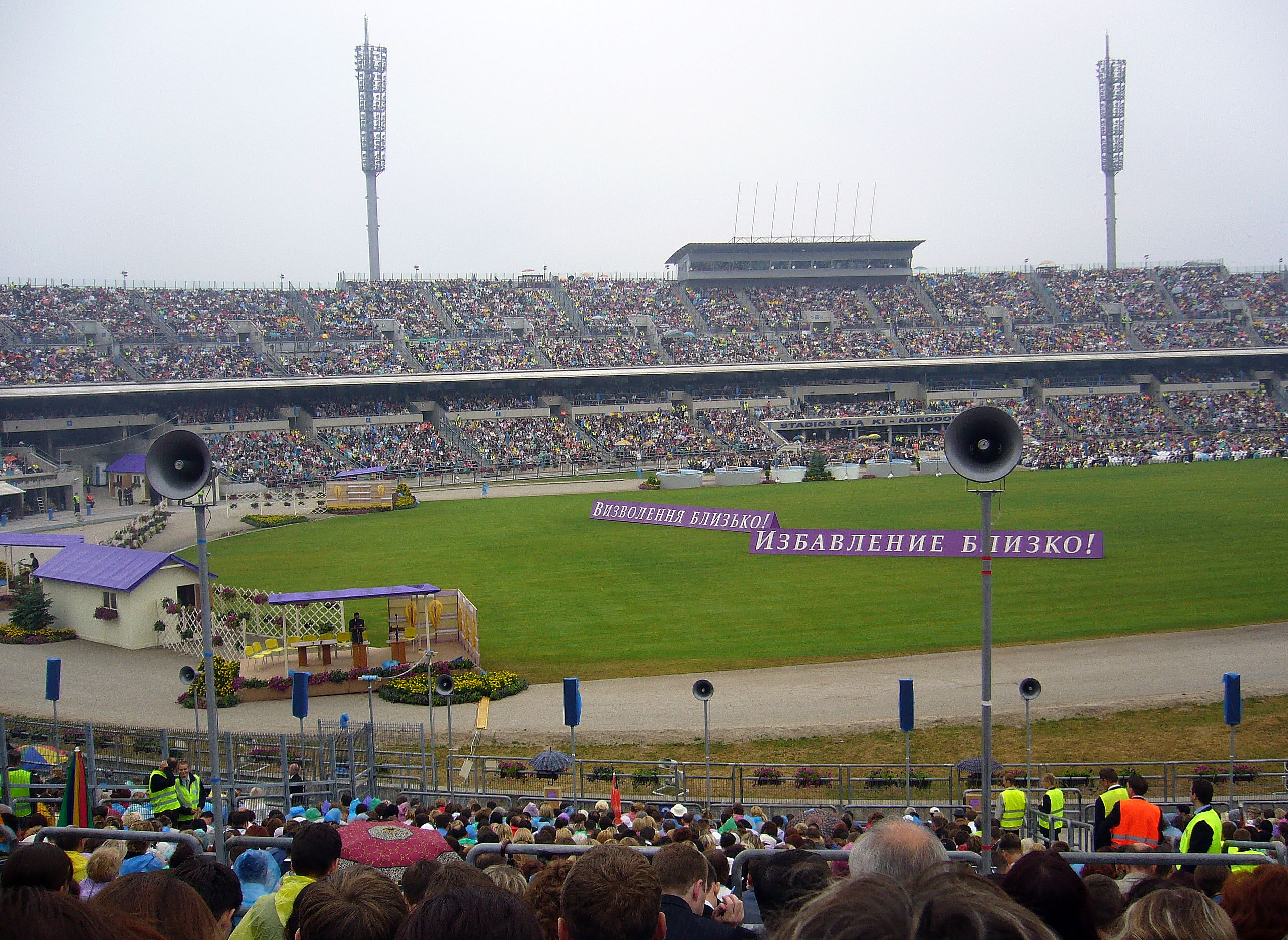
Kongres międzynarodowy pod hasłem „Wyzwolenie jest blisko!” w Chorzowie, 2006

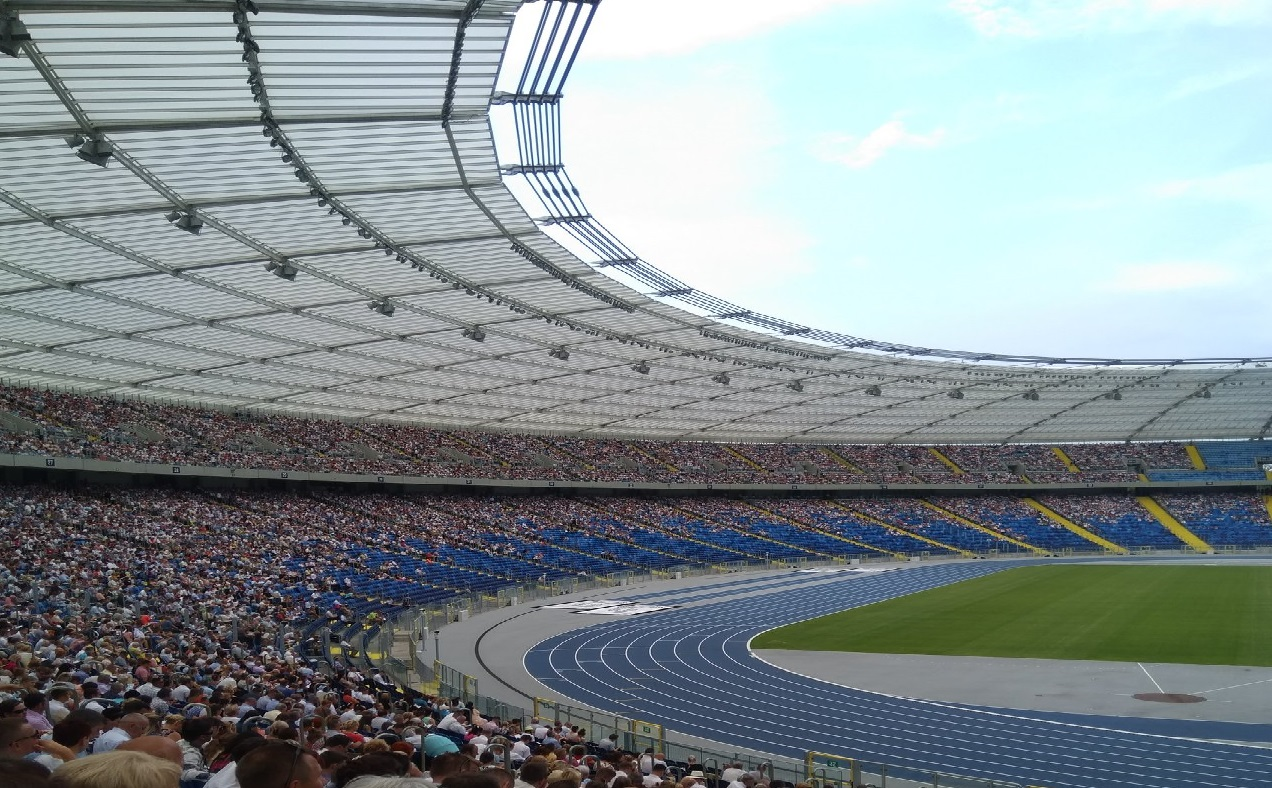
Kongres regionalny pod hasłem „Bądź odważny!” (Chorzów, 2018)

Od roku 1982 kongresy rozpoczęto organizować w wynajętych halach i na stadionach (m.in. w Katowicach, Sosnowcu i Zabrzu). Na kongresie pod hasłem „Prawda o Królestwie” w Hali Widowiskowo-Sportowej w Zabrzu zgromadziło się ponad 4400 osób.
- 1983

31 lipca na terenie tyskiego lodowiska odbył się kongres pod hasłem „Jedność dzięki Królestwu”. Kongres ten odbył się również 14 sierpnia w katowickim Spodku, w którym wziął udział członek Ciała Kierowniczego Theodore Jaracz.
- 1984

11 sierpnia kongres pod hasłem „Rozwój Królestwa” odbył się w Spodku w Katowicach.
- 1985

W dniach 23–25 sierpnia na Stadionie Śląskim w Chorzowie odbył się pierwszy w Polsce kongres międzynarodowy – pod hasłem „Lud zachowujący prawość”. Przybyli delegaci z 16 krajów. Liczba obecnych wyniosła 31 555 osób, ochrzczono 1001 osób. Przed kongresem 10,5 tys. ochotników naprawiło ławki o łącznej długości około 35 km, wyremontowali też inne obiekty stadionu.
- 1986

Kongres pod hasłem „Pokój Boży” odbył się na Stadionie Ludowym w Sosnowcu. 
- 1987

Na Stadionie Ludowym w Sosnowcu odbył się kongres pod hasłem „Sprawiedliwość Boża”.
- 1988

Na Stadionie Ludowym w Sosnowcu odbył się kongres pod hasłem „Sprawiedliwość Boża”, w którym uczestniczyło ponad 18 000 osób, w tym delegacje m.in. z NRD, RFN, Węgier, Wielkiej Brytanii i ZSRR, ochrzczono 816 osób.
- 1989

Po raz drugi kongres międzynarodowy – pod hasłem „Prawdziwa pobożność” – odbył się na chorzowskim stadionie w dniach 4–6 sierpnia. Uczestniczyło w nim 65 710 osób, a ochrzczono 2663 osoby. Część programu tłumaczono jednocześnie na 15 języków. 36 tys. delegatów, którzy przybyli z ponad 37 krajów zakwaterowano głównie u polskich współwyznawców. Do transportu wynajęto autobusy i specjalne składy pociągów.
- 1990

Na Stadionie Śląskim odbył się kongres pod hasłem „Czysta mowa” (2–5 sierpnia).
- 1991

Na Stadionie Śląskim odbyły się kongres pod hasłem „Lud miłujący wolność” (2–5 sierpnia).
- 1992

17–19 lipca kongres pod hasłem „Nosiciele światła” odbył się na Stadionie GKS Katowice.
- 1993

W dniach od 29 lipca do 1 sierpnia kongres pod hasłem „Pouczani przez Boga” odbył się na Stadionie Śląskim (ponad 30 tysięcy obecnych).
- 1994

W kongresie pod hasłem „Bojaźń Boża”, od 15 do 17 lipca na Stadionie Śląskim wzięło udział ponad 30 000 osób, a 712 zostało ochrzczonych. Udział w pracach porządkowych na Stadionie Śląskim przed kongresem wzięło ponad 5 tysięcy wolontariuszy.
- 1995

Kongres pod hasłem „Rozradowani chwalcy Boga” z powodu remontu Stadionu Śląskiego odbył się na stadionach: Górnika Zabrze (7–9.07), Włókniarza Częstochowa (14–16.07), Miejskim w Jastrzębiu-Zdroju (28–30.07) oraz GKS Katowice (21–23.07).
- 1996

Kongres pod hasłem „Posłańcy pokoju Bożego” odbyły się w dniach 5–7 lipca w Katowicach (Stadion GKS Katowice); 12–14 lipca w Jastrzębiu-Zdroju (Stadion Miejski w Jastrzębiu-Zdroju); 19–21 lipca w Zabrzu (Górnik Zabrze); 9–11 sierpnia w Częstochowie (Włókniarz Częstochowa).
- 1997

Kongres pod hasłem „Wiara w Słowo Boże”, odbył się 4–6 lipca w Zabrzu; 11–13 lipca w Katowicach; 18–20 lipca w Jastrzębiu-Zdroju; 25–27 lipca w Częstochowie. 
- 1998

Kongres pod hasłem „Boża droga życia” odbył się 26–28 czerwca w Jastrzębiu-Zdroju; 3–5 lipca w Zabrzu; 10–12 lipca w Częstochowie; 17–19 lipca w Katowicach.
- 1999

Od 1999 roku tutejsi wyznawcy z większości kongresów oraz zgromadzeń obwodowych korzystali w Centrum Kongresowym w Sosnowcu. Kongres pod hasłem „Prorocze słowo Boże” odbył się w dniach 25–27 czerwca, 2–4 lipca, 9–11 lipca, 16–18 lipca, 23–25 lipca.
- 2000

Seria pięciu kongresów pod hasłem „Wykonawcy słowa Bożego” zorganizowanych w lipcu w Centrum Kongresowym w Sosnowcu.
- 2001

Seria pięciu kongresów pod hasłem „Nauczyciele słowa Bożego” zorganizowanych w lipcu w Centrum Kongresowym w Sosnowcu.
- 2002

Seria pięciu kongresów pod hasłem „Gorliwi głosiciele Królestwa” zorganizowanych w lipcu w Centrum Kongresowym w Sosnowcu.
- 2003

Seria pięciu kongresów pod hasłem „Oddajcie chwałę Bogu” zorganizowanych w lipcu w Centrum Kongresowym w Sosnowcu.
- 2004

Seria pięciu kongresów pod hasłem „Chodź z Bogiem” zorganizowanych w lipcu w Centrum Kongresowym w Sosnowcu.
- 2005

Seria pięciu kongresów pod hasłem „Posłuszni Bogu” zorganizowanych w lipcu w Centrum Kongresowym w Sosnowcu.
- 2006

4–6 sierpnia z udziałem ponad 55 tys. obecnych odbył się trzeci kongres międzynarodowy w Chorzowie – pod hasłem „Wyzwolenie jest blisko!”. Program w całości przekazywano w językach: polskim, rosyjskim, ukraińskim i polskim języku migowym. Przybyło 15 tys. delegatów z ponad 15 krajów. Udział w pracach porządkowych na Stadionie Śląskim przed kongresem wzięło ponad 10 tysięcy wolontariuszy.
- 2007

Seria pięciu kongresów pod hasłem „Naśladuj Chrystusa!” zorganizowanych w Centrum Kongresowym w Sosnowcu.
- 2008

Seria pięciu kongresów pod hasłem „Kierowani duchem Bożym” zorganizowanych w Centrum Kongresowym w Sosnowcu.
- 2009

16–19 lipca kongres okręgowy pod hasłem „Czuwajcie!” dla części wyznawców z województwa odbył się na stadionie Górnika Zabrze, a dwa pozostałe w Centrum Kongresowym w Sosnowcu (16–19 lipca oraz 24–26 lipca).
- 2010

Seria pięciu kongresów pod hasłem „Trwaj przy Jehowie!” zorganizowanych w Centrum Kongresowym w Sosnowcu.
- 2011

Seria czterech kongresów pod hasłem „Niech przyjdzie Królestwo Boże!” zorganizowanych w lipcu w Centrum Kongresowym w Sosnowcu.
- 2012

Seria czterech kongresów pod hasłem „Strzeż swego serca!” zorganizowanych w lipcu w Centrum Kongresowym w Sosnowcu.
- 2013

Seria czterech kongresów pod hasłem „Słowo Boże jest prawdą!” zorganizowanych w lipcu w Centrum Kongresowym w Sosnowcu.
- 2014

Seria czterech kongresów pod hasłem „Szukajmy najpierw Królestwa Bożego!” zorganizowanych w lipcu w Centrum Kongresowym w Sosnowcu.
- 2015

Kongres regionalny pod hasłem „Naśladujmy Jezusa!”) z powodu modernizacji Centrum Kongresowego w Sosnowcu, zorganizowano w katowickim Spodku (po dwie tury; 17–19 lipca oraz 24–26 lipca oraz w bielskiej Hali pod Dębowcem (10–12 lipca) i w Hali Sportowej Częstochowa (31 lipca–2 sierpnia)
- 2016

Kongres regionalny pod hasłem „Lojalnie trwajmy przy Jehowie!” z powodu modernizacji Centrum Kongresowego w Sosnowcu, zorganizowano w katowickim Spodku (22–24 lipca)). Zorganizowano go również w bielskiej Hali pod Dębowcem (1–3 lipca) oraz w Hali Sportowej Częstochowa).
- 2017

W Centrum Kongresowym Świadków Jehowy w Sosnowcu odbyło się pięć kongresów regionalnych pod hasłem „Nie poddawaj się!”; (14–16 lipca), (21–23 lipca), (28–30 lipca), (4–6 sierpnia), (11–13 sierpnia). W serii wszystkich kongresów w Sosnowcu wzięło udział łącznie ponad 30 tysięcy osób.
- 2018

W dniach od 10 do 12 sierpnia na Stadionie Śląskim odbył się z udziałem około 25 tysięcy osób kongres regionalny pod hasłem „Bądź odważny!”.
- 2019

Kongres regionalny pod hasłem „Miłość nigdy nie zawodzi!” z udziałem 24 326 osób odbył się na  Stadionie Śląskim w dniach od 9 do 11 sierpnia. Program był przedstawiany w j. polskim i rosyjskim (dla 5000 delegatów rosyjskojęzycznych).
- 2023

Kongres regionalny pod hasłem „Okazujcie cierpliwość!” zorganizowano w Centrum Kongresowym w Sosnowcu (30 czerwca–2 lipca; 7–9 lipca; 14–16 lipca; 21–23 lipca; 28–30 lipca); oraz dodatkowo w języku ukraińskim (4–6 sierpnia) i rosyjskim (11–13 sierpnia). W sumie ponad 28 tysięcy osób z południowej Polski skorzystało z kongresów w Sosnowcu, ochrzczono 793 osoby.
- 2024

W Centrum Kongresowym w Sosnowcu zorganizowano serie siedmiu kongresów regionalnych pod hasłem „Głośmy dobrą nowinę!” (28–30 czerwca), (5–7 lipca), (12–14 lipca), (19–21 lipca), (26–28 lipca), (2–4 sierpnia, program w języku rosyjskim), (9–11 sierpnia, program w języku ukraińskim).

#### Zgromadzenia obwodowe
W latach 90. XX wieku zgromadzenia obwodowe i jednodniowe zgromadzenia specjalne odbywały się w halach sportowych (m.in. w Katowicach, Bielsku-Białej, Bytomiu (Hala Sportowa GKS Szombierki Bytom), Chorzowie (Hala Ruchu Chorzów), Częstochowie (Hala Polonia), Jastrzębiu-Zdroju, Jaworznie, Sosnowcu (Hala Płomień Milowice), Tychach i Zabrzu). W roku 2015 i 2016 zgromadzenia obwodowe z powodu remontu Sali Zgromadzeń w Sosnowcu zorganizowano m.in. w Bielsku-Białej, Częstochowie, Jaworznie i Katowicach (Międzynarodowe Centrum Kongresowe w Katowicach).

#### Inne zgromadzenia
W lutym 1984 roku na krytym basenie w Jaworznie odbył się specjalny program z okazji chrztu.

#### Delegacje kongresowe
Od lat 90. XX wieku oficjalne delegacje z tutejszych zborów uczestniczyły w kongresach międzynarodowych i specjalnych m.in. w Niemczech, w Ekwadorze, Francji, Rosji, Czechach, Szwecji, Finlandii, Islandii, Stanach Zjednoczonych, Kanadzie, na Węgrzech i na Ukrainie.

#### Wizyty nadzorcy strefy i przedstawicieli Biura Głównego
23 czerwca 2001 roku odbyła się kolejna, 15. wizyta nadzorcy strefy. W Centrum Kongresowym Świadków Jehowy w Sosnowcu przemówienie wygłosił Max H. Larson.
28 maja 2017 roku w związku z wizytą w Polsce przedstawiciela Biura Głównego Świadków Jehowy, zorganizowano w Centrum Kongresowym w Sosnowcu „specjalny program duchowy”, który był transmitowany do Sal Królestwa i Sal Zgromadzeń w Polsce. Przemówienie pod tytułem „Wyznaczony czas jest bliski” wygłosił David Schafer. Kolejne „specjalny program duchowy” w tym miejscu odbył się 13 maja 2018 roku i był transmitowany do Sal Królestwa oraz Sal Zgromadzeń w Polsce. Przemówienie „W jeszcze w większej mierze wysławiaj Jehowę” wygłosił Joel Dellinger.
W latach 2012–2016 oraz w roku 2017 i 2023, „specjalny program duchowy” był transmitowany na Salę Zgromadzeń w Sosnowcu z Sali Zgromadzeń w Warszawie.

#### Bezkrwawa chirurgia
W Klinice Kardiochirurgii w Zabrzu tamtejszy zespół operuje świadków Jehowy bez krwi od 1986 roku. Zbigniew Religa i Marian Zembala, podali, że w latach 1985–1998 przeprowadzono tam około 140 operacji kardiochirurgicznych u świadków Jehowy, zarówno dorosłych, jak i dzieci. Wszystkie te operacje odbyły się bez użycia homologicznej krwi, z zastosowaniem nowoczesnych metod alternatywnych. Zbigniew Religa był pierwszym w Polsce kardiochirurgiem, który wykonał operację w krążeniu pozaustrojowym u pacjentki będącej świadkiem Jehowy bez przetaczania krwi.
Innym ośrodkiem, który wyspecjalizował się w bezkrwawych operacjach, jest I Klinika Kardiochirurgii w Katowicach. Według docenta Marka Witesa metody alternatywne „w kilku polskich klinikach są już stosowane rutynowo”. Kierowany przez niego zespół lekarzy pomyślnie wykonał w ten sposób kilkaset zabiegów u dzieci z wrodzoną wadą serca. Podobnych zabiegów dokonuje zespół w Klinice Kardiochirurgii w Katowicach, Andrzej Bochenek wykonał ponad 100 operacji świadków Jehowy, bez użycia homologicznej krwi, stosując nowoczesne metody alternatywne – hemodylucje i śródoperacyjne odzyskiwanie krwi.
Komitet Łączności ze Szpitalami organizuje w ośrodkach medycznych spotkania pod hasłem „Postępowanie medyczne u Świadków Jehowy – podejście oparte na współpracy”.

#### Sale Królestwa
Od lat 90. XX wieku na terenie województwa powstało kilkadziesiąt Sal Królestwa (np. w roku 1990 w Bielsku-Białej (przy ul. Olszowej), w roku 1994 w Siewierzu i w Raciborzu, w Katowicach (w marcu 1994 roku przy ul. Nadgórników (dawna), w lutym 1998 roku przy ul. Sępiej oraz w czerwcu 2001 roku przy ul. Oswobodzenia), w 1996 roku w Jaworznie, Sosnowcu i kolejna w Bielsku-Białej, w roku 1998 w Wojkowicach, w roku 2003 w Chorzowie, w roku 2013 w Drogomyślu, w roku 2016 m.in. w Czechowicach-Dziedzicach, Tychach i Zabrzu, w 2017 roku w Gliwicach, Przeczycach, Rudzie Śląskiej, Wodzisławiu Śląskim i Knurowie, w 2018 roku w Żorach, a 20 maja 2023 roku kolejny obiekt w Bielsku-Białej. 14 lutego 2022 roku doszło do pożaru Sali Królestwa w Dobieszowicach (w ciągu kilku miesięcy budynek został wyremontowany). 6 kwietnia 2024 roku oddano do użytku kompleks dwóch Sal z parkingiem podziemnym w centrum Katowic (ul. Nadgórników 9).

#### Działalność wśród obcokrajowców i mniejszości etnicznych
W XXI wieku powstały zbory obcojęzyczne.
Zbór języka angielskiego powstał w Katowicach w 2006 roku, a grupa tego języka w Gliwicach w 2014 roku.
Zbory rosyjskojęzyczne funkcjonują w
Katowicach (w latach 2012–2015 jako grupa), Skoczowie (od 2019 do września 2023 jako grupa), Sosnowcu (od 2023 roku), Tychach (od 2019 do września 2023 jako grupa), a grupa tego języka w Zawierciu (od 2019) oraz w Częstochowie (2017–2020 i od wrześni 2024). Istniały również grupy rosyjskojęzyczne w Jaworznie (2019–2020) i Zabrzu (2019–2020).
Zbory ukraińskojęzyczne funkcjonują w Katowicach (od 2022 roku, a od 2018 jako grupa), Bielsku-Białej (od 2022 roku, a od 2018 jako grupa), Gliwicach (od listopada 2022 roku, w latach 2019–2020 jako grupa), a grupa tego języka w Częstochowie (od 2018 roku). Działały również grupy w Dąbrowie Górniczej (w 2020 roku), Lublińcu (2019–2020) i Tychach (2019–2020).
W latach 2008–2017 w Będzinie działała grupa języka bułgarskiego (2012–2016 jako zbór). Dodatkowo w Centrum Kongresowym w Sosnowcu odbywają się zgromadzenia obwodowe i kongresy regionalne w języku rosyjskim i ukraińskim.
W 2015 roku wydano pierwsze publikacje Świadków Jehowy po śląsku (w gwarze cieszyńskiej). W kwietniu 2016 roku zorganizowano specjalną kampanię ewangelizacyjną po śląsku (w gwarze cieszyńskiej).

#### Działalność w polskim języku migowym
W połowie lat 80 XX wieku rozpoczęto tłumaczenie symultanicznie zebrań zborowych na język migowy (m.in. w Katowicach, Bielsku-Białej, Gliwicach, Lublińcu, Pyskowicach). Niesłyszący korzystali z tłumaczonego symultanicznie programu w czasie kongresów, od 2005 roku z programu przedstawianego wyłącznie w tym języku. 1–3 lipca 2005 roku w Centrum Kongresowym w Sosnowcu odbył się pierwszy kongres dla osób niesłyszących z Polski, którego pełny program był przedstawiony w polskim języku migowym (obecnie w tym języku organizuje się tam zgromadzenia obwodowe). W 2006 roku powstały zbory języka migowego w Bielsku-Białej (od 2023 roku jako grupa), Katowicach) i Lublińcu (do 2023 roku), w 2019 roku grupa tego języka w Rybniku, a w 2023 roku również w Częstochowie.

#### Kursy
W latach 2002–2014 w Centrum Kongresowym Świadków Jehowy w Sosnowcu odbywały się Kursy Biblijne dla Braci (do 2010 roku jako Kurs Usługiwania). 23 listopada 2014 roku zakończyła tam naukę 44. klasa tego kursu.
15 czerwca 2014 roku w Chorzowie zakończyły się zajęcia czwartej klasy Kursu Biblijnego dla Małżeństw. 22 grudnia 2019 roku w Sosnowcu zakończyła naukę 28. klasa Kursu dla Ewangelizatorów Królestwa, a 16 czerwca 2024 roku 40. klasa tego kursu.

#### Wystawy, konkursy i konferencje naukowe oraz historyczne poświęcone represjom w trakcie II wojny światowej i okresu powojennego
We wrześniu 1997 roku w Ogólnopolskim Konkursie „Obywatel–władza 1956–1980” organizowanym przez Fundacja im. Stefana Batorego i Ośrodek Karta I wyróżnienie otrzymał uczeń z Zespołu Szkół Kolejowych w Sosnowcu za pracę „Świadkowie Jehowy a władza w PRL” pisaną z perspektywy członków zboru. W 2004 roku w Wodzisławiu Śląskim była prezentowana wystawa na temat prześladowań Świadków Jehowy w okresie nazizmu.
W czerwcu 2006 roku w ogólnopolskim konkursie organizowanym przez Fundacja im. Stefana Batorego i Ośrodek Karta ph. Życie religijne w czasach PRL – jednostka, wspólnota, instytucja, II nagroda zespołowa przypadła za pracę pod tytułem „..., lecz Jehowa stał się moją podporą – Świadkowie Jehowy w rzeczywistości PRL”.
25 października 2017 roku na ogólnopolskiej konferencji naukowej Pamięć Kresów. Kresy w pamięci w Gliwicach organizowanej przez IPN, przedstawiono referat „Mieliśmy wszystko (...), wszystko, co było potrzebne”. Kresy w pamięci Świadków Jehowy deportowanych na Syberię, w którym przedstawiono historię Operacji Północ.

#### Weryfikacja stanowiska Sądu Najwyższego wobec powojennej działalności Świadków Jehowy (na terenie województwa)
16 czerwca 1995 roku Sąd Apelacyjny w Katowicach uniewinnił świadka Jehowy z terenu województwa skazanego 25 stycznia 1955 roku polegający na tym, że od lipca 1950 roku do sierpnia 1954 roku był związku wyznaniowy Świadków Jehowy.
W lutym 2005 roku Sąd Najwyższy uniewinnił świadka Jehowy skazanego w 1960 rok na 1,5 roku więzienia za to, że w latach 1950–1958 w Bytomiu „pełnił czynności kierownicze sługi zboru stowarzyszenia Świadków Jehowy”.
11 października 2021 roku Sąd Najwyższy uchylił zaskarżony prawomocny wyrok Sądu Wojewódzkiego w Katowicach z 26 sierpnia 1964 roku wobec aktywnego członka związku pod nazwą Świadkowie Jehowy, który w „swym budynku mieszkalnym udostępnił do roku 1960 pomieszczenia dla prowadzenia przez członków tego związku tajnej drukarni” (IV KK 393/22).
11 października 2022 roku na wniosek Rzecznika Praw Obywatelskich Sąd Najwyższy uchylił zaskarżony wyrok Sądu Wojewódzkiego w Stalinogrodzie (ówczesna nazwa Katowic) postępowanie karne umorzono na mocy amnestii z 27 kwietnia 1956 roku wobec aktywnego członka związku pod nazwą Świadkowie Jehowy (IV KK 172/22).

#### Działalność w ośrodkach penitencjarnych
Świadkowie Jehowy studiują Biblię także z więźniami w zakładach karnych indywidualnie i w kilkuosobowych grupach w więzieniach i aresztach śledczych (m.in. w Cieszynie, Mysłowicach, Wojkowicach, Raciborzu, Gliwicach, Częstochowie, Bielsku–Białej, Bytomiu, Herbach, Jastrzębiu-Zdroju, Sosnowcu, Tarnowskich Górach, Zabrzu).

#### Pomoc dla potrzebujących
Od końca lutego 2022 roku rozpoczęto organizowanie pomocy dla Świadków Jehowy z Ukrainy, uchodźców – ofiar inwazji Rosji (zorganizowano całodobowe dyżury na dworcu w Katowicach i dodatkowo kilka razy na stacji w Sławkowie, aby móc ich odebrać, zapewnić im bezpłatne zakwaterowanie i wyżywienie w mieszkaniach i w Centrum Kongresowym w Sosnowcu). W tym celu na terenie województwa powołano jeden z 16 Komitetów Pomocy Doraźnej działających w Polsce, składający się z przeszkolonych wolontariuszy.

#### Pozostała działalność
W 2008 roku na terenie województwa działało 297 zborów. W 2010 roku było 21 388 głosicieli w 299 zborach oraz 109 Sal Królestwa.
W latach 2012–2020 miała miejsce reorganizacja zborów, wskutek czego zbory stały się większe i lepiej zorganizowane, lecz ich liczba zmniejszyła się.
W roku 2013 rozpoczęto specjalne świadczenie publiczne na terenie wielkomiejskim obejmujące Katowice. Wdrożono też program świadczenia publicznego na terenie poszczególnych zborów za pomocą wózków z bezpłatną literaturą biblijną.
W 2015 roku było 20 716 głosicieli w 214 zborach. W roku 2018 liczba głosicieli wynosiła 19 431 należących do 200 zborów. W 2021 roku było 18 702 głosicieli należących do 196 zborów, w których usługiwało 1541 starszych zboru. W 2024 roku w Bielsku-Białej działało ponad 700 głosicieli, a w jej okolicach ponad 2500.

## Centrum Kongresowe Świadków Jehowy w Sosnowcu

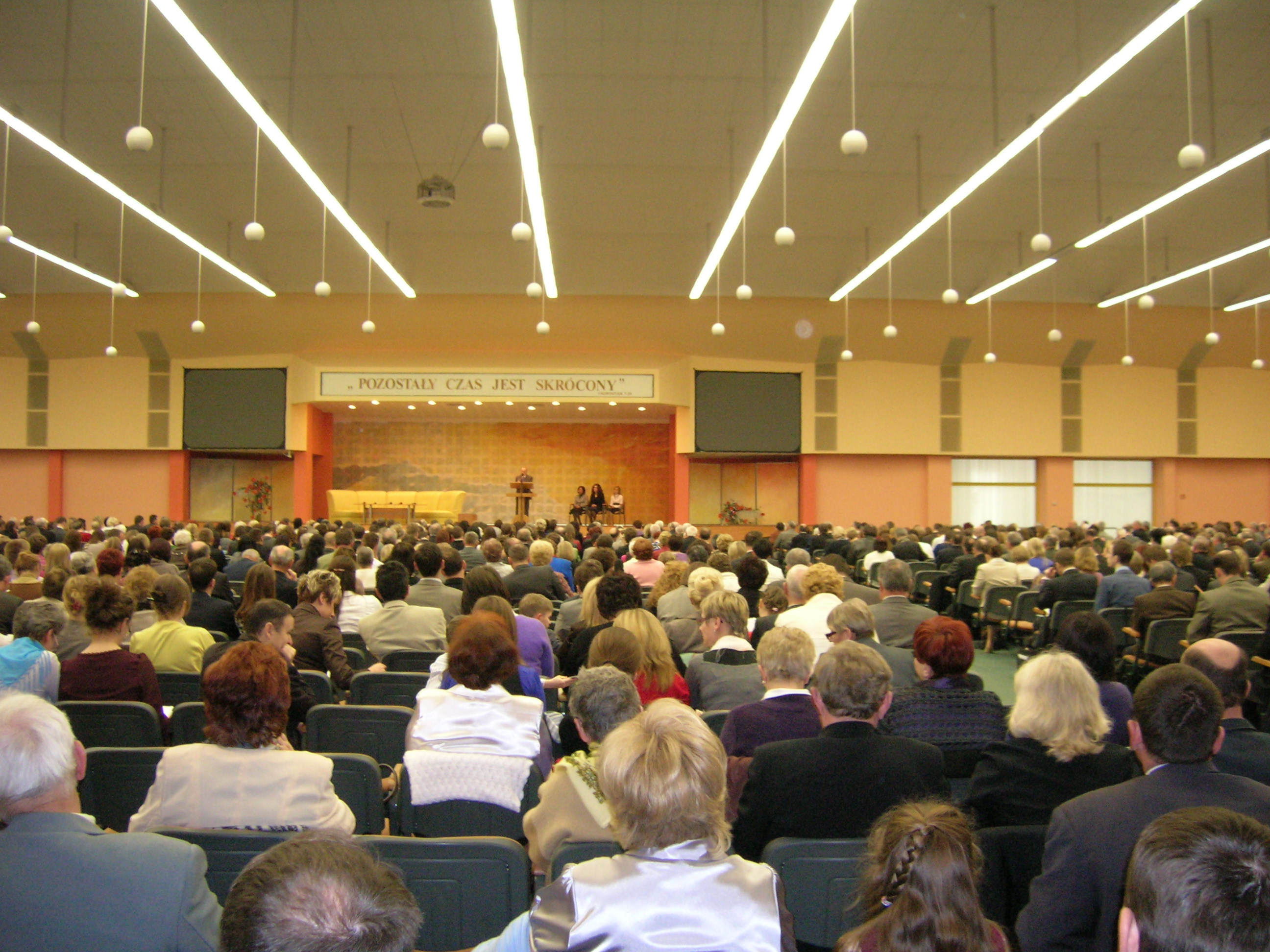
Typowe zgromadzenie w Sali Zgromadzeń (Centrum Kongresowe Świadków Jehowy w Sosnowcu, 2010)

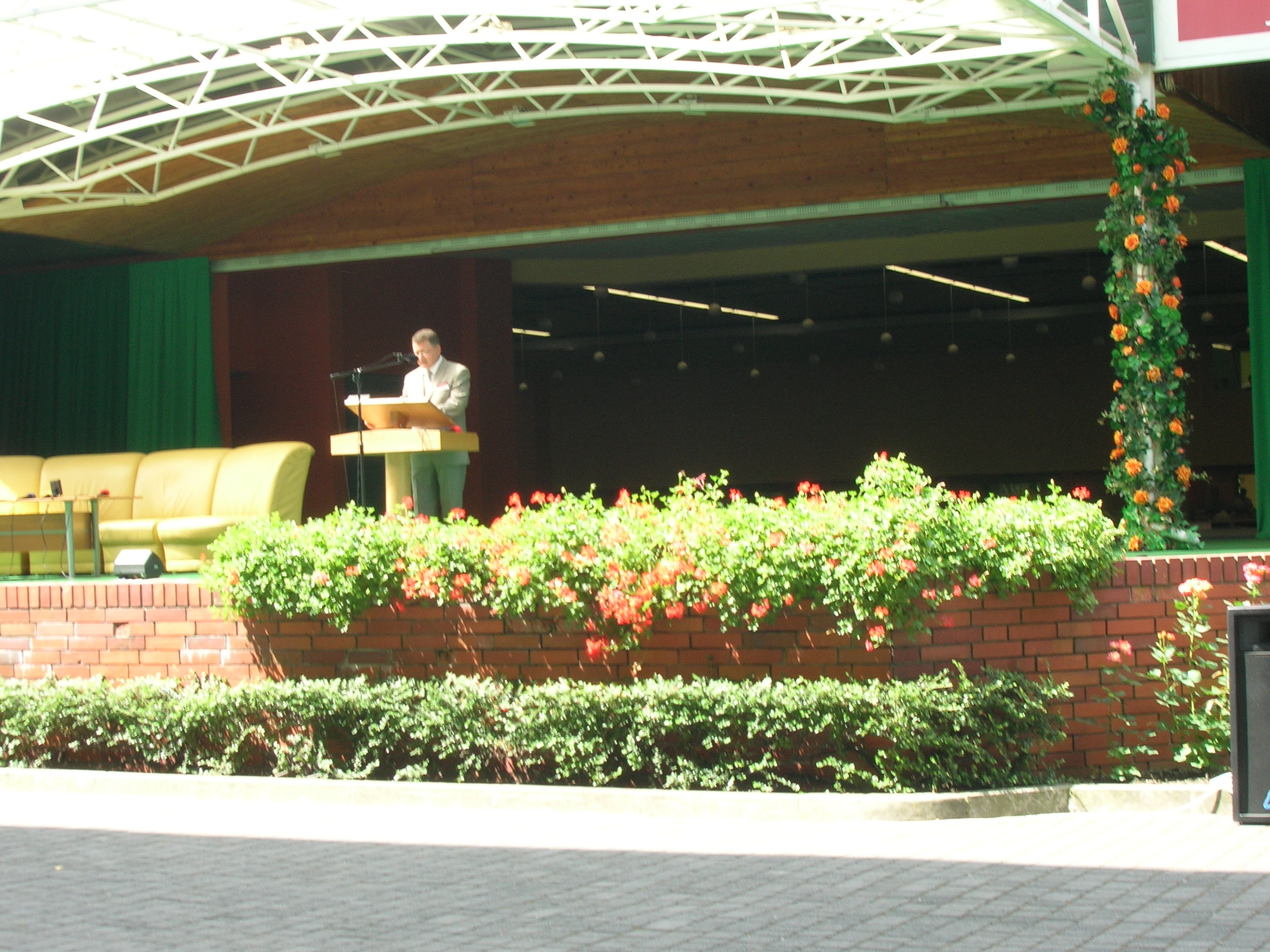
Mówca na kongresie w Centrum Kongresowym Świadków Jehowy w Sosnowcu (podium od strony amfiteatru; 2010)

Centrum Kongresowe Świadków Jehowy (Sala Królestwa Świadków Jehowy) znajduje się w sosnowieckiej dzielnicy – Niwka przy ul. Mikołajczyka 84. Obiekt powstał w wyniku adaptacji byłej bazy transportowej „Transgóru”, którą zakupiono 25 lutego 1997 roku. Pochodzące z lat 1961–1962 budynki zostały zaadaptowane do nowych funkcji. Od podstaw wzniesiono audytorium na 2440 miejsc oraz amfiteatr. Prace wykonywali świadkowie Jehowy, pracując jako wolontariusze. Przepracowali bezpłatnie ok. 1 200 000 roboczogodzin. Centrum zostało oddane do użytku 19 czerwca 1999 roku. Cały kompleks składa się z Sali Zgromadzeń z 2440 miejscami (z zamontowanymi w niej dwoma telebimami oraz dwoma monitorami) i z zadaszonego amfiteatru dla ponad 6400 osób (z zamontowanymi czterema telebimami), dwóch Sal Królestwa dla miejscowych zborów oraz kilku mniejszych sal wykładowych i konferencyjnych, biblioteki, basenu do chrztu (oddzielonego od głównej sali wielką szybą), kafeterii, szatni i zaplecza. W holu można zobaczyć ekspozycje  Fioletowe trójkąty – Świadkowie Jehowy w obozach koncentracyjnych (ekspozycja czasowa zawierała Migawki z budowy Centrum Kongresowego). Na zewnątrz jest obszerny bezpłatny parking na około 2000 samochodów i 60 autokarów oraz zagospodarowany ogród (50 tysięcy roślin) z alejkami. Obiekt zapewnia zadaszone miejsca dla około 9 tysięcy osób. Drugi tak duży obiekt kongresowy Świadków Jehowy w Europie znajduje się we Włoszech.
Z Centrum Kongresowego korzystają zbory z terenu województwa śląskiego, małopolskiego i zachodnich krańców podkarpackiego oraz południowych krańców łódzkiego na 15 jesiennych i 15 wiosennych jednodniowych zgromadzeniach obwodowych (oraz na jednym zgromadzeniu obwodowym jesiennym oraz wiosennym w języku: rosyjskim, ukraińskim i polskiego języka migowego).
Natomiast latem w obiekcie organizuje się siedem kongresów regionalnych w języku polskim (najczęściej korzystają z niego zbory z województwa śląskiego i małopolskiego (bez wschodnich krańców)) oraz po jednym kongresie w języku ukraińskim i rosyjskim. Wówczas otwarty jest też amfiteatr, połączony wspólną sceną z salą główną. Z obiektu tego korzysta prawie co trzeci Świadek Jehowy w Polsce. W okresie od września 2016 do sierpnia 2017 roku w zgromadzeniach obwodowych i kongresach regionalnych organizowanych w tym miejscu wzięło udział około 85 tysięcy osób.
W poprzednich latach urządzane w nim były także ogólnopolskie kongresy w języku migowym – program był tłumaczony symultanicznie na polski język migowy, a tłumaczy było widać na telebimach. W kolejnych latach kongresy w języku migowym odbywały się w warszawskiej Sali Zgromadzeń, a zgromadzenia obwodowe w tym języku – także w sosnowieckim Centrum Kongresowym. W Centrum odbywały się też zajęcia Kursu Biblijnego dla Braci (w latach 2002–2014), Kursu dla Nadzorców Obwodu i Ich Żon oraz Kurs Służby Pionierskiej. Obiekt można zwiedzać bezpłatnie w dni powszednie w godz. 8–12 i 13–17.
Centrum wykorzystywane jest również jako punkt pomocy dla Świadków Jehowy z Ukrainy, uchodźców – ofiar inwazji Rosji.

## Zbory

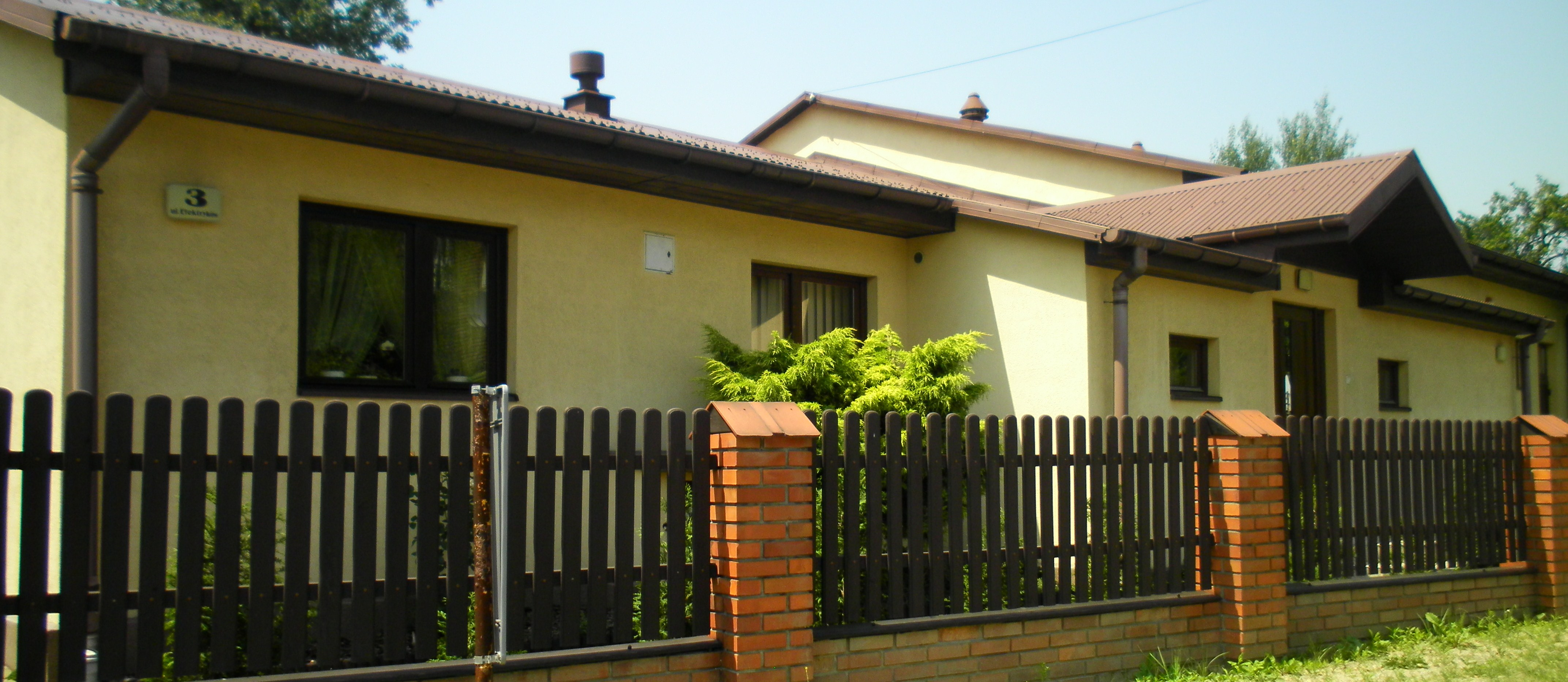
Sala Królestwa w Jaworznie-Dąbrowie Narodowej...

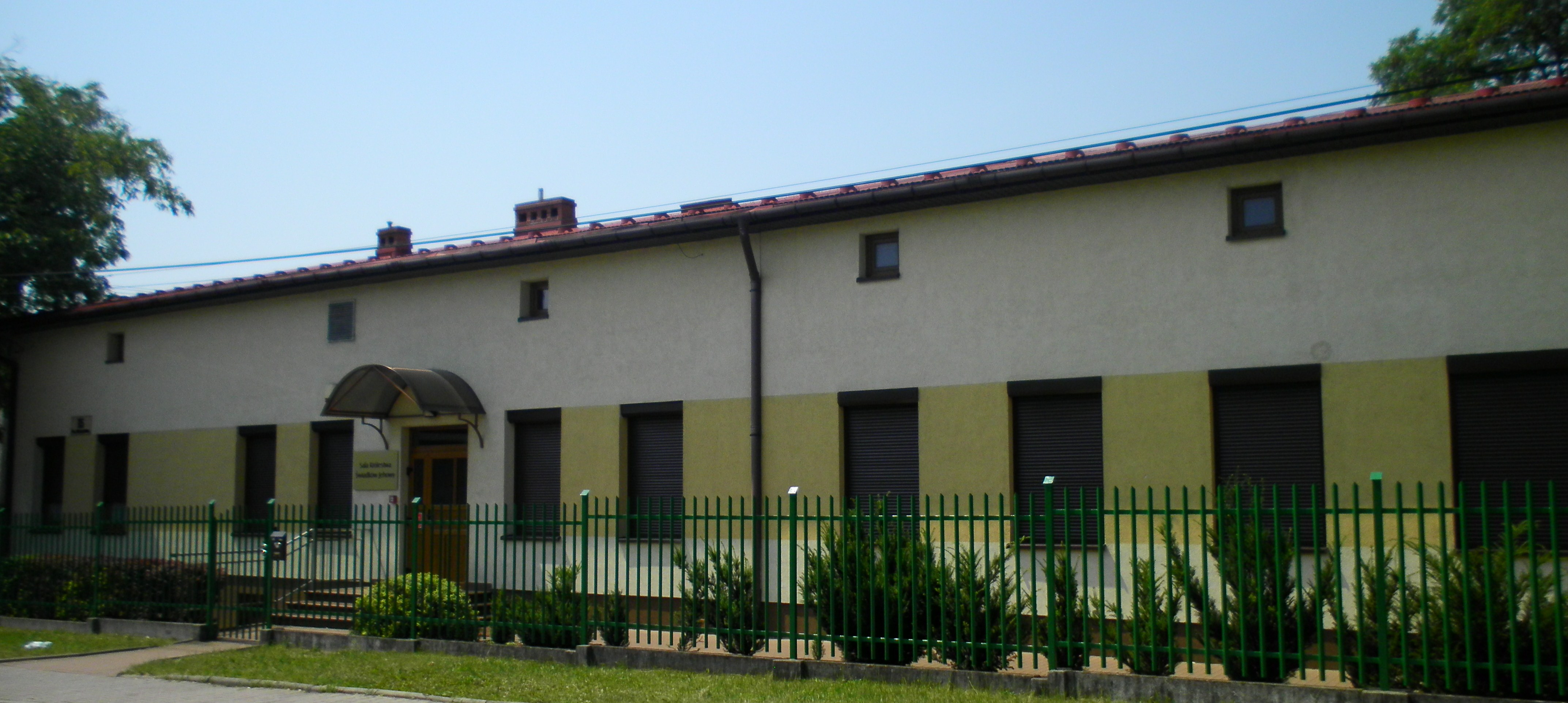
... Jaworznie-Śródmieściu...

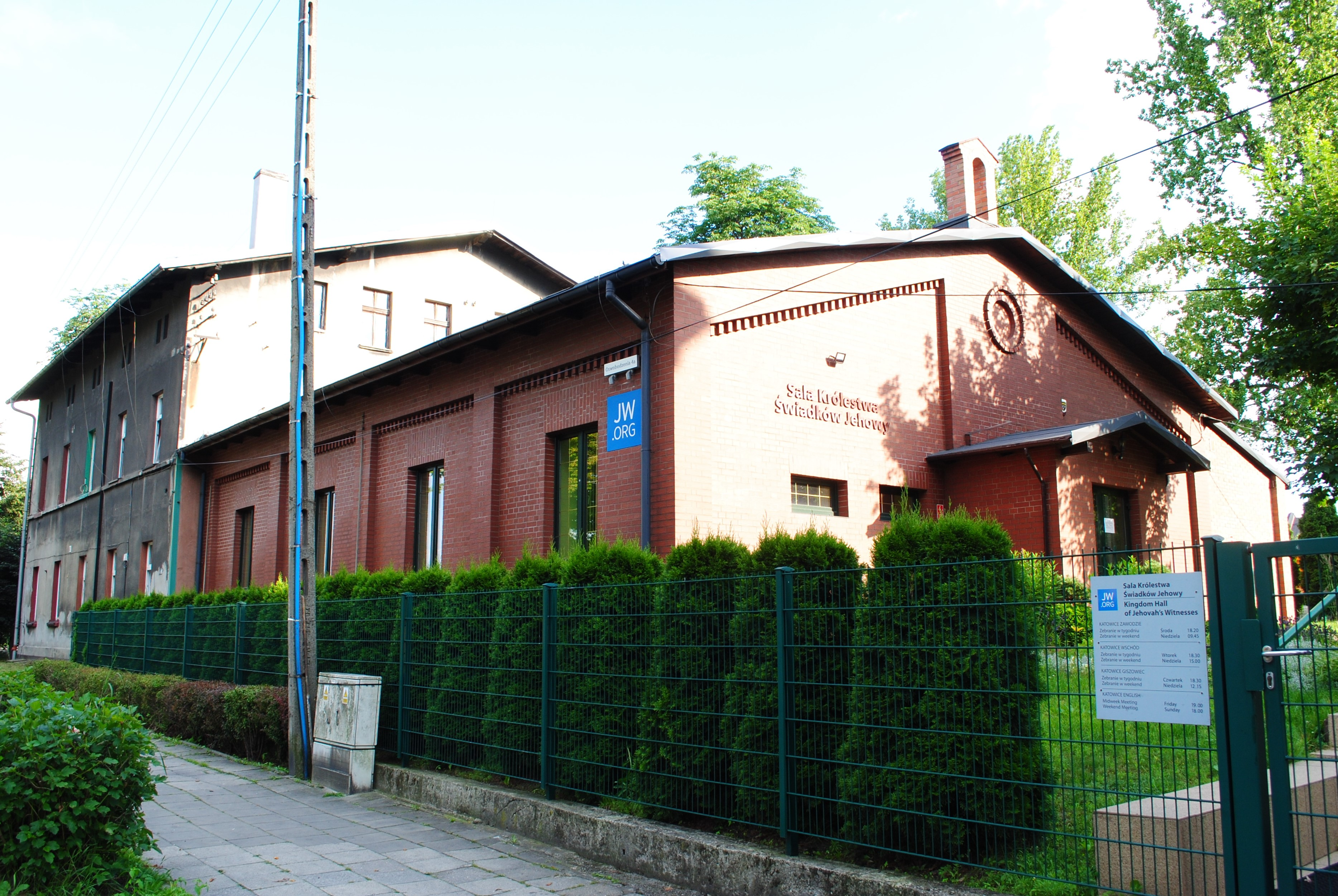
... Katowicach (Janów-Nikiszowiec)...

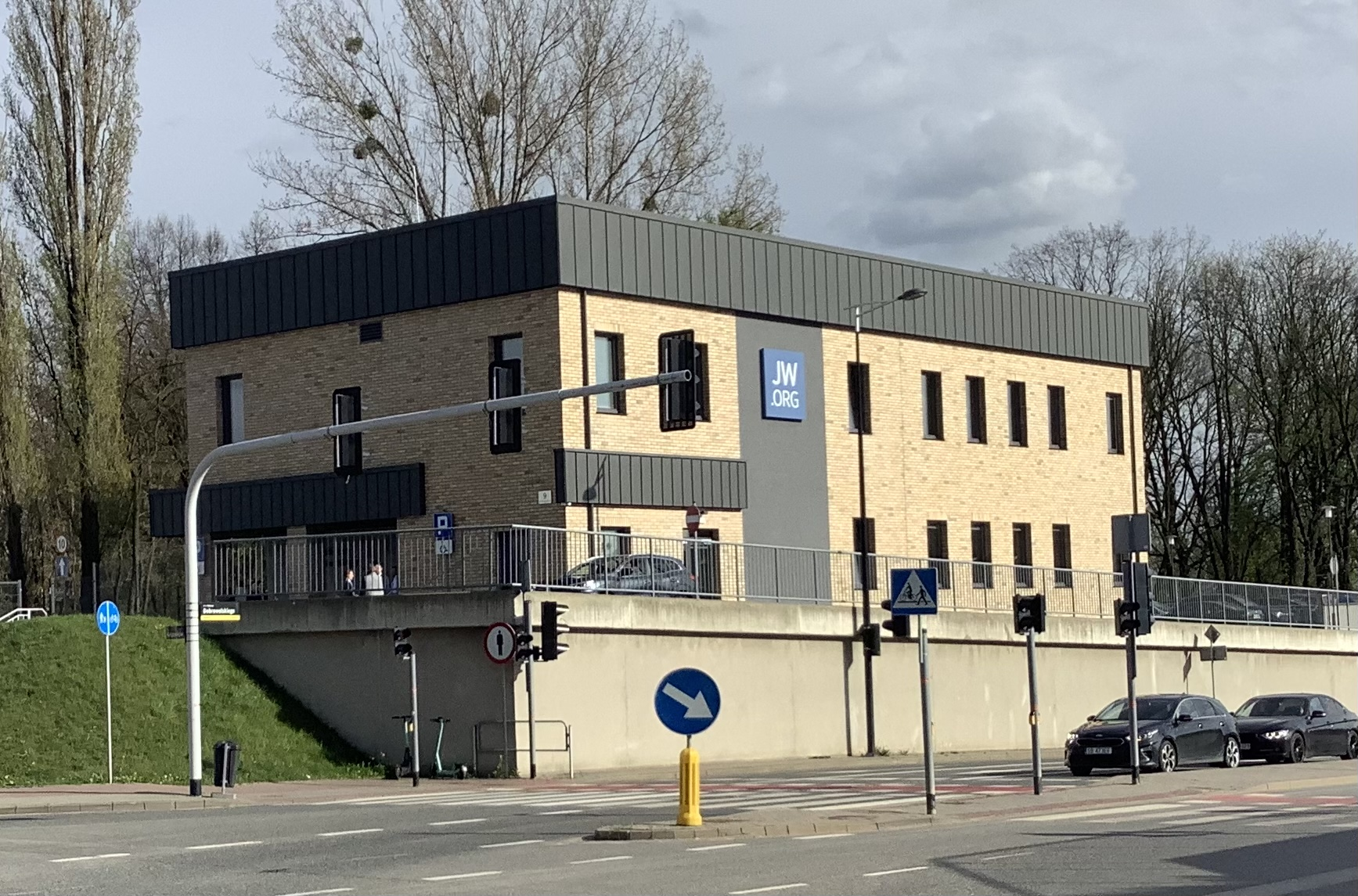
… Katowicach (Bogucice)…

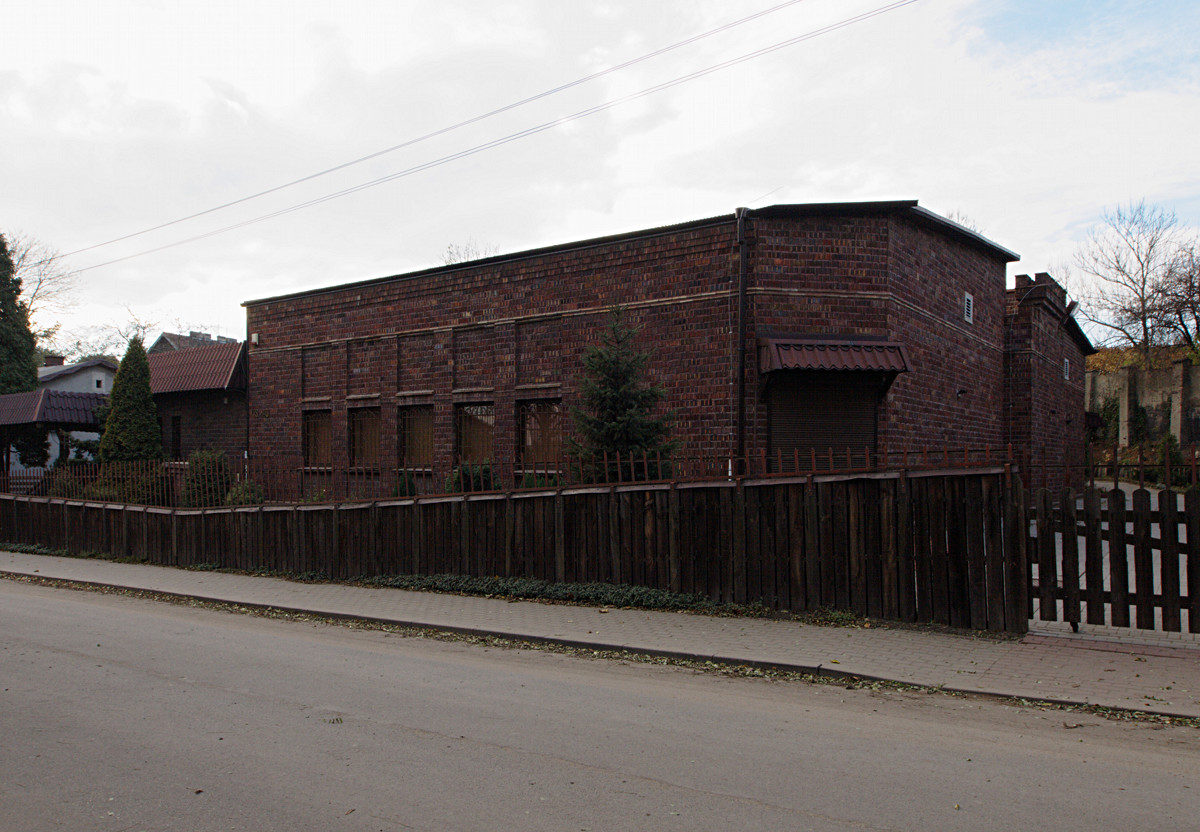
... Zabrzu.

Poniższa lista obejmuje zbory zgromadzające się na terenie województwa:
Na terenie miast na prawach powiatu
- Bielsko-Biała: 8 zborów: Centrum, Karpaty, Leszczyny, Migowy, Ukraiński, Wapienica (w tym grupa polskiego j. migowego), Wschód, Zachód, Złote Łany[404].
- Bytom: 9 zborów: Karb, Miechowice–Południe, Miechowice–Północ, Radzionków, Stroszek, Szombierki, Śródmieście, Wrocławska, Wschód.
- Chorzów: 3 zbory: Batory, Pierwszy, Stary.
- Częstochowa: 8 zborów: 1000-lecie (w tym grupa rosyjskojęzyczna), Błeszno, Grosz, Kiedrzyn (w tym grupa polskiego j. migowego), Lisiniec, Promenada (w tym grupa ukraińskojęzyczna), Raków, Śródmieście.
- Dąbrowa Górnicza: 7 zborów: Centrum, Gołonóg–Wschód, Gołonóg–Południe, Mydlice, Ujejsce, Ząbkowice; Strzemieszyce (Sala Królestwa: Sosnowiec)[405][406].
- Gliwice: 8 zborów: Łabędy, Południe, Północ (w tym grupa angielskojęzyczna), Sośnica–Południe, Sośnica–Północ, Szobiszowice, Ukraiński, Zachód.
- Jaworzno: 4 zbory: Południe, Śródmieście, Wschód, Zachód.
- Katowice: 14 zborów: Angielski, Bogucice, Brynów, Centrum, Giszowiec, Ligota, Migowy, Piotrowice, Rosyjski, Ukraiński, Wełnowiec, Wschód, Zawodzie; Zachód[341]
- Jastrzębie-Zdrój: 6 zborów: Pomorska, Centrum, Cieszyńska, Stare, Turystyczna, Szeroka
- Mysłowice: 3 zbory: Centrum, Wesoła, Zachód
- Piekary Śląskie: 3 zbory: Północ (Sala Królestwa: Dobieszowice), Centrum, Południe (Sala Królestwa: Bytom).
- Ruda Śląska: 7 zborów: Bykowina, Halemba, Kochłowice; Południowa, Północ, Wirek[407].
- Rybnik: 5 zborów: Boguszowice, Centrum, Chabrowa (w tym grupa j. migowego), Niedobczyce, Nowiny[408].
- Siemianowice Śląskie: 4 zbory: Bytków, Miasto, Michałkowice, Tuwim.
- Sosnowiec: 12 zborów: Dańdówka, Kazimierz, Klimontów, Milowice, Pekin, Pogoń, Południe, Rosyjski, Rudna, Środula, Zagórze[409][406]; Niwka (Sala Królestwa: Jaworzno).
- Świętochłowice: 2 zbory: Południe, Północ (Sala Królestwa: Chorzów).
- Tychy: 6 zborów: Centrum, Paprocany, Południe, Północ, Rosyjski, Zachód
- Zabrze: 10 zborów: Biskupice, Guido, Helenka, Mikulczyce, Południe, Północ, Rokitnica, Śródmieście, Wschód, Zachód.
- Żory: 3 zbory: Centrum, Hańkówka, Osińska.

Na terenie powiatów

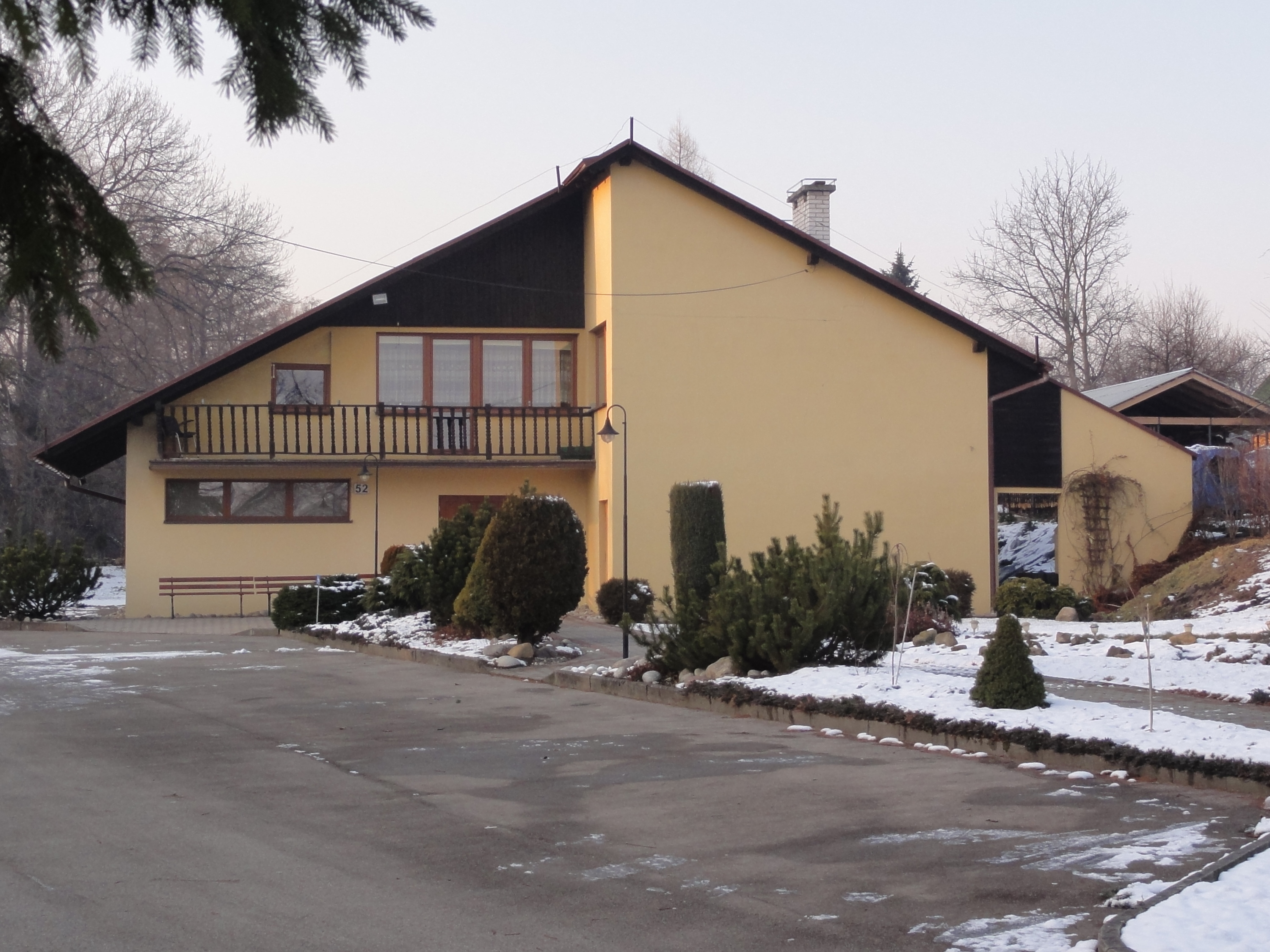
Sala Królestwa: w Cieszynie...

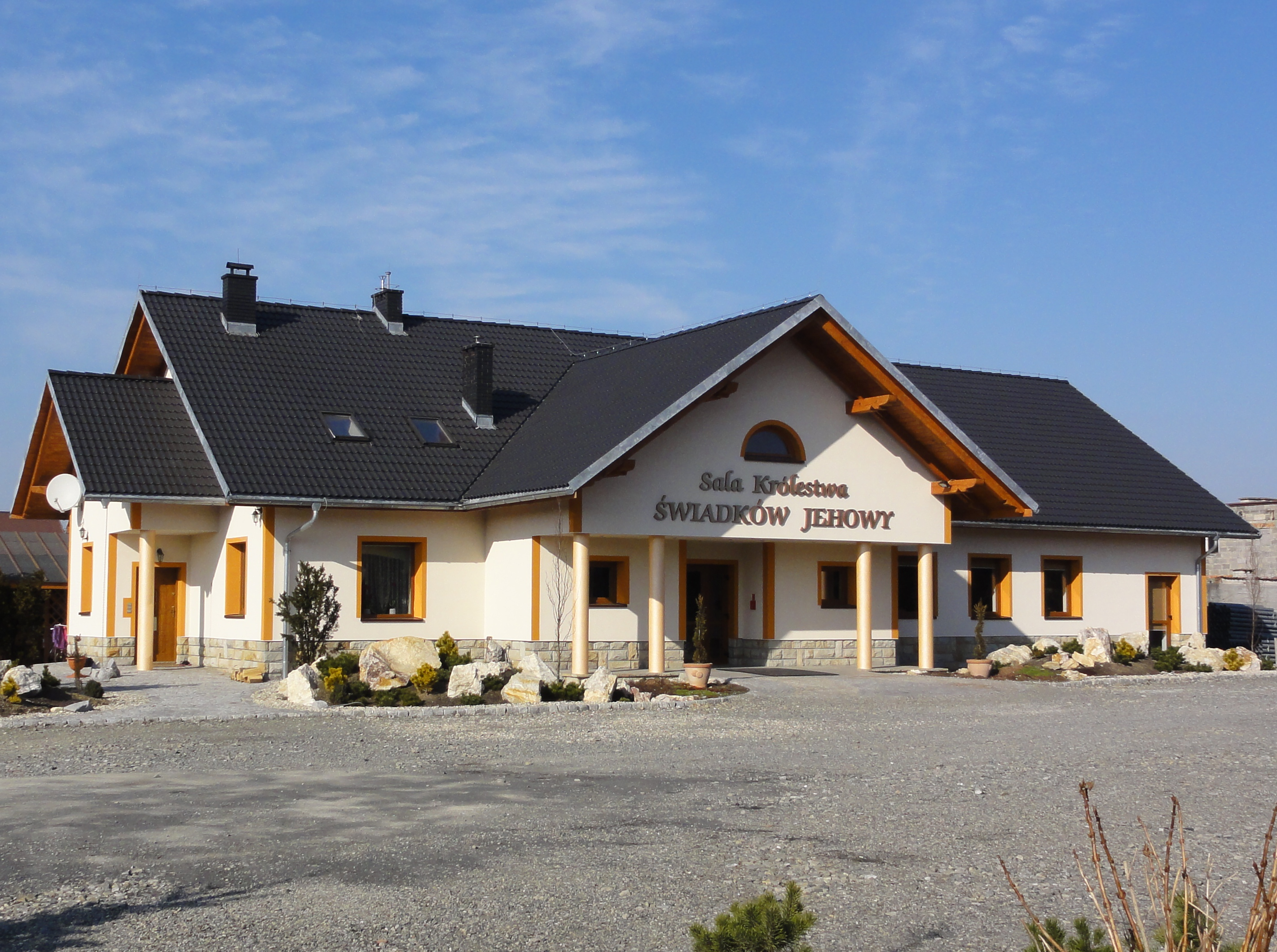
... Harbutowicach...

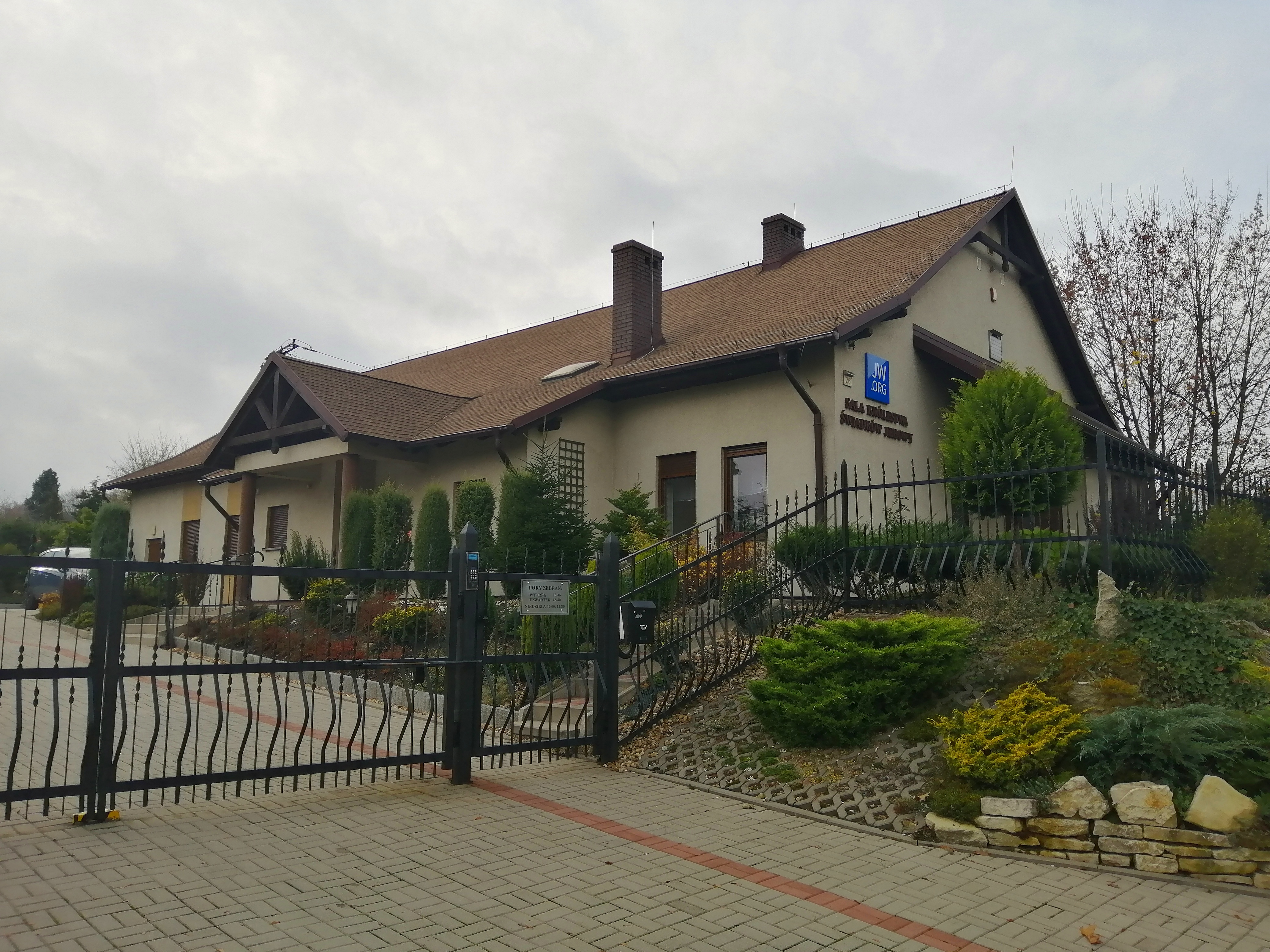
... Tarnowskich Górach...

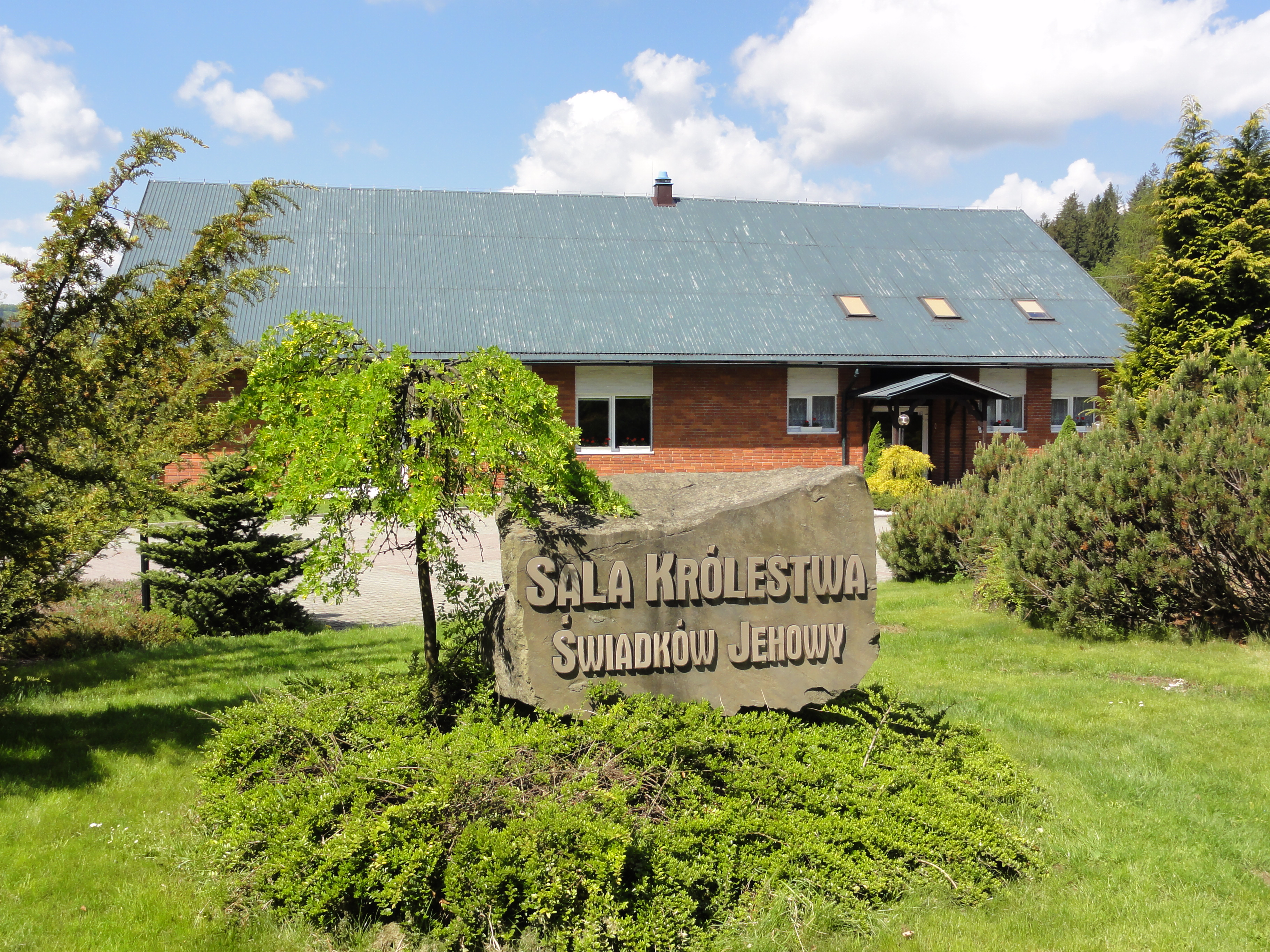
... Wiśle.

- powiat będziński: 11 zborów: Będzin (Grodziec, Ksawera, Łagisza, Śródmieście)[405], Czeladź (Wschód, Zachód)[405][406], Dobieszowice–Bobrowniki (Sala Królestwa: Dobieszowice), Siewierz (Sala Królestwa: Przeczyce), Sławków (Sala Królestwa: Krążek), Przeczyce, Wojkowice (Sala Królestwa: Dobieszowice).
- powiat bielski: 3 zbory: Czechowice-Dziedzice (Południe, Północ), Jasienica (Sala Królestwa: Landek)
- powiat bieruńsko-lędziński: 2 zbory: Lędziny (Hołdunów, Ziemowit – Sala Królestwa: Tychy)
- powiat cieszyński: 15 zborów: Cieszyn (Północ, Południe), Drogomyśl (Południe, Północ); Skoczów (Miasto, Północ, Rosyjski, Zawiśle), Ustroń (Centrum, Polana; Nierodzim – Sala Królestwa: Harbutowice); Wisła (Centrum, Głębce, Malinka Dolna, Malinka Górna)

- powiat częstochowski: 2 zbory: Blachownia (Sala Królestwa: Częstochowa), Konopiska
- powiat gliwicki: 5 zborów: Knurów (Południe, Północ, Zachód), Pyskowice (Wschód, Zachód)
- powiat kłobucki: 3 zbory: Kłobuck (Wschód, Zachód), Krzepice
- powiat lubliniecki: 3 zbory: Lubliniec (Wschód, Zachód), Woźniki
- powiat mikołowski: 2 zbory: Łaziska Górne, Mikołów (Sala Królestwa: Łaziska Górne)
- powiat myszkowski: 4 zbory: Myszków (Wschód, Zachód)[410][411][412], Poraj (Południe, Północ)
- powiat pszczyński: 2 zbory: Pszczyna (Sala Królestwa: Czechowice-Dziedzice), Wola k. Pszczyny
- powiat raciborski: 2 zbory: Racibórz (Wschód, Zachód)
- powiat rybnicki: 1 zbór: Czerwionka-Leszczyny (Sala Królestwa: Stanowice)
- powiat tarnogórski: 4 zbory: Nowe Chechło, Pyrzowice (Sala Królestwa: Przeczyce), Tarnowskie Góry (Południe, Zachód)
- powiat wodzisławski: 6 zborów: Pszów (Sala Królestwa: Rydułtowy), Rydułtowy (Południe, Północ) Wodzisław (Nowe Miasto, XXX-lecia, Zachód)
- powiat zawierciański: 5 zborów: Łazy, Poręba, Zawiercie (Centrum, Północ, Zachód w tym grupa rosyjskojęzyczna)[413][414]
- powiat żywiecki: 3 zbory: Rajcza (Sala Królestwa: Milówka), Żywiec (Południe, Zachód)[404]